# 俄羅斯入侵烏克蘭時間軸 (2024年3月)

俄羅斯入侵烏克蘭的動態地圖（參見可交互的俄烏戰爭詳細地圖）

本條目主要列出俄羅斯入侵烏克蘭在2024年3月的過程。

## 3月1日
烏克蘭空軍表示，午夜至凌晨期間，俄羅斯從克拉斯諾達爾邊疆區的濱海阿赫塔爾斯克發射4架無人機，並且分別從俄佔頓涅茨克和俄本土別爾哥羅德州發射5枚S-300导弹，防空部隊分別在哈爾科夫州和第聶伯羅彼得羅夫斯克州上空擊落全部無人機。
烏克蘭武裝部隊總參謀部表示，自全面入侵以來，俄羅斯在烏克蘭損失414,680名士兵，過去一天俄羅斯部隊有920人傷亡，累計損失6,610輛坦克、12,582輛裝甲戰鬥車輛、13,206輛車輛和油箱、10,106門火砲系統、1,000套多管火箭系統、691套防空系統、345架飛機、325架直升機、7,794架無人機、1,912枚巡弋飛彈、25艘船隻和1艘潛艇等。烏克蘭國防部情報總局表示，俄羅斯一套铠甲-S1导弹於2月29日在俄羅斯別爾哥羅德州距離烏克蘭邊境約10公里的一場襲擊中受損，但沒有交代施襲者。烏克蘭軍方塔夫里亞作戰戰略小組指揮官表示，俄羅斯加大對阿夫迪伊夫卡方向的攻擊力度，但烏克蘭軍隊仍然控制附近陣地，亦奪回部分失去陣地，過去一天，烏克蘭軍隊擊退俄羅斯在阿夫迪夫卡前線的25次襲擊，造成319名俄羅斯士兵死傷，摧毀36件裝備。烏克蘭軍方霍爾蒂恰作戰戰略小組指揮官表示，俄羅斯軍隊正集中力量向頓涅茨克州巴赫穆特以西的恰西夫亚尔發動強大推進，恰西夫亚尔是通往康斯坦丁尼夫卡、克拉馬托爾斯克和斯洛維揚斯克的主要城鎮。
俄罗斯联邦国防部表示，防空系統在別爾哥羅德州上空擊落1架無人機，在下諾夫哥羅德州上空擊落另外3架無人機。
据俄媒報道，俄佔克里米亞的塞瓦斯托波爾、叶夫帕托里亚和辛菲羅波爾附近都傳出爆炸聲，克里米亞大橋已經封閉。俄佔克里米亞官員則表示，當地防空系統活動活躍，敦促市民留在庇護所。
俄羅斯國營傳媒引述政府官員消息報道，俄羅斯政府負責人權事務的官員表示，已經準備好將2024年1月24日墜毁在別爾哥羅德州的Il-76運輸機上的烏克蘭戰俘屍體移交烏克蘭。俄羅斯方面一直聲稱該運輸機上載有65名烏克蘭戰俘，但烏克蘭方面一直表示，運輸機上沒有烏克蘭戰俘。
烏克蘭總統澤倫斯基表示，與荷蘭總理馬克·呂特在哈爾科夫簽署，烏克蘭和荷蘭之間為期10年的安全合作協議，包括今年內來自荷蘭的20億歐元軍事援助，以及未來十年的進一步國防援助，英國、德國、法國、丹麥、意大利和加拿大早前已經簽署類似協議/
烏克蘭國防部情報總局發言人表示，俄羅斯總統府官員、前總理謝爾蓋·基里延科和俄羅斯總統普京前顧問弗拉季斯拉夫·蘇爾科夫被列入參與針對烏克蘭的「邁丹-3」破壞穩定運動的參與者名單，該名單上亦有背叛烏克蘭的烏克蘭人。烏克蘭總統澤連斯基在2023年11月首次提及，俄羅斯正計劃發起「邁丹-3」破壞穩定運動。烏克蘭國家安全局預計，「邁丹-3」破壞穩定運動可能在2024年3月至5月期間達到最活躍的階段，透過虛假資訊分裂烏克蘭社會，在烏克蘭製造混亂，以便透過任何方法推翻政權。
瑞士政府宣佈，瑞士根據歐盟制定的第13輪制裁計劃擴大對俄羅斯的制裁，制裁措施與歐盟相同。
俄羅斯國家電視台「今日俄羅斯」總編輯瑪格麗塔·西蒙尼揚在社交媒體上載長38分鐘的錄音片段，聲稱是德國軍官在今年2月的對話，內容談及德國向烏克蘭供應「金牛座」導彈和襲擊克里米亞大橋的可能，提到可能需要10枚甚至20枚導彈，才能摧毀大橋，錄音中有人表示會在會面後2日，即今年2月21日到烏克蘭商討，亦有談及烏軍的訓練以及潛在軍事目標等。

## 3月2日
烏克蘭當局表示，截至02日上午9時，俄羅斯在過去24小時內，一共襲擊10個州，包括敖德薩州、聶伯彼得羅夫斯克州、哈爾科夫州、盧甘斯克州、扎波羅熱州、蘇梅州、切爾尼戈夫州、尼古拉耶夫州、赫爾松州和頓涅茨克州，至少造成4名平民死亡，13名平民受傷。烏克蘭空軍表示，午夜至凌晨期間，俄羅斯從俄佔克里米亞和克拉斯諾達爾邊疆區的濱海-阿赫塔爾斯克發射17架無人機，防空部隊分別在敖德薩州、尼古拉耶夫州、扎波羅熱州、哈爾科夫州、蘇梅州和第聶伯羅彼得羅夫斯克州上空擊落14架無人機。烏克蘭哈爾科夫州州長表示，午夜至凌晨期間，俄羅斯對哈爾科夫市發動無人機襲擊，摧毀4輛汽車，並損壞至少十棟住宅樓，沒有傷亡報告。另外，哈爾科夫州地方當局表示，午夜至凌晨期間，俄羅斯使用無人機襲擊哈爾科夫州庫皮揚斯克，至少造成1名平民死亡。州長表示，中午俄軍再度襲擊哈爾科夫州庫皮揚斯克，至少造成1名平民受傷。敖德薩州州長表示，凌晨0時40分，俄羅斯使用無人機襲擊敖德薩摧毀1棟住宅大廈，至少造成12名平民死亡，包括2名嬰兒和3名兒童，20名平民受傷，州長宣布，3月3日為全州哀悼日。烏克蘭國家警察表示，俄羅斯對赫爾松州發動無人機襲擊，至少造成2名警察受傷。另外，赫爾松州州長表示，俄羅斯對赫爾松州斯坦尼斯拉夫發動襲擊，至少造成1名平民死亡。第聶伯羅彼得羅夫斯克州州長表示，俄羅斯炮擊尼科波爾，導致一家咖啡館起火，至少造成2名平民受傷。扎波羅熱州州長表示，俄羅斯軍隊襲擊扎波羅熱州東南部普里莫斯克，至少造成1名平民死亡。
烏克蘭武裝部隊總參謀部表示，自全面入侵以來，俄羅斯在烏克蘭損失415,640名士兵，過去一天俄羅斯部隊有960人傷亡，累計損失6,624輛坦克、12,611輛裝甲戰鬥車輛、13,267輛車輛和油箱、10,153門火砲系統、1,003套多管火箭系統、696套防空系統、346架飛機、325架直升機、7,829架無人機、1,912枚巡弋飛彈、25艘船隻和1艘潛艇等。烏克蘭空軍表示，防空部隊上午9時在烏克蘭東部前線擊落1架Su-34戰機，當時該戰機試圖發射導彈攻擊烏克蘭陣地。在下午再度在東部前線擊落1架Su-34戰機。
俄羅斯聖彼得堡市長表示，赤衛隊區發生「不明事件」，兩棟建築受損。俄羅斯傳媒則報道，當地遭到烏克蘭無人機襲擊。俄羅斯列寧格勒州州長表，防空系統在芬蘭灣水域和海岸上空擊落「空中目標」。
烏克蘭總統澤連斯基在俄羅斯針對敖德薩發動襲擊後表示，呼籲盟國迅速向烏克蘭提供武器，「政治遊戲和爭端」正在限制烏克蘭的防禦，延遲供應保護烏克蘭人的武器，導致烏克蘭人的死傷。
英國國防部表示，在第2架俄羅斯A-50預警機遭烏克蘭擊落後，俄羅斯可能已經停止使用A-50預警機來支援在烏克蘭的行動，失去A-50支援可能會降低機組人員的態勢意識，迫使俄羅斯戰機承擔更大的風險來支援地面部隊，俄羅斯國防部可能會嘗試改裝舊的A-50機身，以抵消損失，因為目前可能只有少數飛機仍在服役。
烏克蘭武裝部隊總司令西爾斯基表示，由於東部前線部分旅指揮官的一些行為，威脅到士兵的生命和健康，被迫作做人事決定，以解決有關問題。
德國總理朔爾茨回應昨日傳出的德國軍官錄音外洩事件時表示，是非常嚴重的事件，將進行全面調查，並會盡快對此作出澄清。德國國防部發言人則證實空軍被竊聽，目前無法確定流傳的錄音及文字版本有否被更改，德國聯邦軍事情報局已着手調查。

## 3月3日
烏克蘭頓涅茨克州地區檢察官辦公室表示，俄羅斯軍隊午夜至凌晨期間，炮擊頓涅茨克州米爾諾格勒和波克羅夫斯克，至少造成5名平民受傷。另外頓涅茨克州州長表示，中午12時左右，俄羅斯軍隊向库拉霍韦市中心發射1枚制導式空中炸彈，15棟高層建築受損，至少造成16平民受傷。赫尔松州州長表示，俄羅斯晚上炮擊波尼亞季夫卡，至少造成1名平民死亡。
烏克蘭武裝部隊總參謀部表示，自全面入侵以來，俄羅斯在烏克蘭損失416,800名士兵，過去一天俄羅斯部隊有1,160人傷亡，累計損失6,640輛坦克、12,639輛裝甲戰鬥車輛、13,332輛車輛和油箱、10,188門火砲系統、1,003套多管火箭系統、696套防空系統、347架飛機、325架直升機、7,843架無人機、1,912枚巡弋飛彈、25艘船隻和1艘潛艇等。烏克蘭空軍發言人表示，近期烏克蘭軍隊擊落多架俄羅斯空軍戰機後，俄羅斯在烏克蘭上空的空中活動在過去一周減少。
俄羅斯國防部表示，2日午夜至3日凌晨期間，防空部隊在俄佔克里米亞上空擊落38架無人機，沒有傷亡報告，期間克里米亞大橋短暫關閉。網上流傳片段顯示，俄佔克里米亞费奥多西亚一个燃料库附近发生爆炸。
英國國防部表示，根據最新估算，俄羅斯軍隊2月份平均傷亡數字為每天983人，創下全面入侵以來的歷史新高，傷亡人數的增加，幾乎可以肯定，反映了俄羅斯發動大規模和消耗性進攻的代價，英國國防部估計，至全面入侵開始以來，已有超過35萬5千名俄羅斯軍人傷亡。
非牟利智庫「戰爭研究所」表示，俄羅斯正在就和平談判展開虛假資訊運動，以先發制人地在會談前贏得西方的讓步，俄羅斯官員繼續錯誤地指責烏克蘭和西方不願進行和平談判，但事實上俄羅斯曾多次公開表明，對與烏克蘭的和平談判不感興趣。
中國政府歐亞事務特別代表李輝到訪莫斯科，與俄羅斯副外長米哈伊尔·加卢津會面，雙方討論中俄關係和烏克蘭危機，會後雙方表示任何沒有莫斯科參與或沒有考慮俄羅斯安全利益的和平談判，均不可能達成協議，俄羅斯方面表示，幾乎和西方對俄羅斯的最後通牒以及相關的對話方式只會損害談判的前景。中國方面表示，中國將繼續努力促進和平談判，調解和在俄羅斯、烏克蘭和其他相關各方之間建立共識。
土耳其外交部部長表示，關於烏克蘭問題，土耳其認為雙方都已經達到戰爭能獲得的極限，呼籲雙方在土耳其舉行外交論壇後，開始討論停火問題。
德國國防部長皮斯托留斯指責俄羅斯總統普京，正利用3月1日流傳的竊聽錄音內容，破壞德國的穩定和製造不和，形容是普京發動信息戰的一部分，希望普京不能夠得逞，又表示，正等待軍方就竊密事件的調查結果，以決定採取什麼行動回應。

## 3月4日
烏克蘭當局表示，截至04日上午9時，俄羅斯在過去24小時內，一共襲擊9個州，包括聶伯彼得羅夫斯克州、哈爾科夫州、盧甘斯克州、扎波羅熱州、蘇梅州、切爾尼戈夫州、尼古拉耶夫州、赫爾松州和頓涅茨克州，至少造成1名平民死亡，21名平民受傷。烏克蘭第聶伯羅彼得羅夫斯克州州長表示，午夜至凌晨期間，俄羅斯軍隊使用無人機襲擊尼科波爾市中心，損壞民用和能源基礎設施，沒有傷亡報告。赫爾松州地區軍事管理局表示，俄羅斯無人機襲擊赫爾松州貝里斯拉夫市，至少造成1名平民受傷。扎波羅熱州州長表示，俄羅斯軍隊使用集束彈藥襲擊扎波羅熱州裡茲德維安卡，至少造成1名平民死亡。烏克蘭內政部長表示，俄羅斯對頓涅茨克州克拉馬託斯克區發動襲擊，導致建築物起火，救援人員到場後，再度發動襲擊，最終造成2名救援人員死亡，3名救援人員受傷。
烏克蘭武裝部隊總參謀部表示，自全面入侵以來，俄羅斯在烏克蘭損失417,950名士兵，過去一天俄羅斯部隊有1,150人傷亡，累計損失6,648輛坦克、12,660輛裝甲戰鬥車輛、13,374輛車輛和油箱、10,210門火砲系統、1,004套多管火箭系統、698套防空系統、347架飛機、325架直升機、7,845架無人機、1,916枚巡弋飛彈、25艘船隻和1艘潛艇等。烏克蘭軍方塔夫里亞作戰戰略小組發言人表示，烏克蘭軍隊在最近被俄羅斯佔領的阿夫迪夫卡市以西部分地區阻礙俄羅斯軍隊的進攻，然而俄軍仍然成功控制阿夫迪夫卡市以西的貝爾迪什和托南克部分土地。
俄佔克里米亞當局連續第二晚宣佈，關閉克里米亞大橋，暫未有交代原因。
烏克蘭總統澤連斯基簽署法令，解除德米特羅·赫雷哈的烏克蘭支援部隊指揮官職務，並任命亞歷山大·亞科維茨取代。
烏克蘭國防部情報總局表示，對俄羅斯國防部伺服器發動網路攻擊，獲得大量機密服務檔案，行動幫助獲得在俄羅斯國家安全局約2000個結構單位中，分發的命令、報告、指示和報告，以及資訊保安和加密軟體。另外，情報總局表示，俄羅斯薩馬拉州橫跨查帕耶夫卡河的一座鐵路橋被炸燬，使交通癱瘓，俄羅斯利用橋樑和毗鄰的鐵路連線來運輸軍事貨物，即附近查帕耶夫斯克市生產的工程炸藥，未有透露是否負責。
烏克蘭國家安全局表示，拘留一名第聶伯羅市居民，涉嫌被俄羅斯招募成為間諜，傳遞該市防空資訊和烏克蘭軍隊的後勤路線等。另外，國家安全局指控2名俄羅斯將軍在2022年戰鬥期間，指揮空襲基輔州博羅江卡鎮數棟高層建築，最終造成30多名平民死亡，至今仍然有居民失跡，國家安全局發現證據表明，俄羅斯武裝部隊東部軍區指揮官亞歷山大·柴科直接下令發動襲擊，俄羅斯武裝部隊空軍第11集團軍指揮官弗拉基米爾·克拉夫琴科隨後使用Su-34和Su-35戰鬥機向住滿平民的住宅樓投擲500公斤高爆炸彈。
烏克蘭總理什梅加爾在記者會上表示，波蘭和烏克蘭之間的農民堵塞邊界爭端可能會受到波蘭選舉前的內部政治鬥爭影響，持續的貿易爭端和邊境封鎖使波蘭的損失超過烏克蘭，自去年9月以來，烏克蘭沒有向波蘭出口小麥、玉米或葵花籽，加上只有5%的烏克蘭農業出口是透過公路運輸，90%是透過海上航線運輸，因此事件中波蘭損失更大。另外，什梅加爾表示，每1名士兵就需要8名納稅人交稅，因此政府需要確保國家預算有足夠的資金用於軍隊，根據目前的政府估計，由於經濟原因，70萬合資格人士將免於動員。此外，什梅加爾表示，作為公務員制度改革的一部分，烏克蘭政府正在努力將部委數量減少三分之一，現時20名部長將減少至15或16名，2024年已經削減2萬個政府職位，以減少政府開支。
俄羅斯克里姆林宮發言人佩斯科夫表示，日前傳媒曝光的錄音顯示，德國軍方內部正實際並具體地討論對俄羅斯領土發動襲擊的計劃，認為一切都非常明顯，不需要任何解釋，事件亦再次表明西方國家直接捲入烏克蘭衝突。俄羅斯新聞社「RIA Novosti」報導，在3月1日德國軍方的機密談話遭到竊聽外洩後，俄羅斯外長召見德國駐莫斯科大使，要求解釋竊聽錄音中，涉及襲擊克里米亞大橋的討論。
立陶宛總理與捷克總理通電話後宣布，立陶宛決定支持捷克發起的一項多邊倡議，涉及在歐盟境外採購砲彈並將其運往烏克蘭。
美國司法部表示，美國戰略司令部的一名美國空軍文職僱員，因涉嫌在線上約會平台，結識1名烏克蘭女性，並向其洩露與俄羅斯對烏克蘭戰爭有關的機密資訊而被捕。

## 3月5日

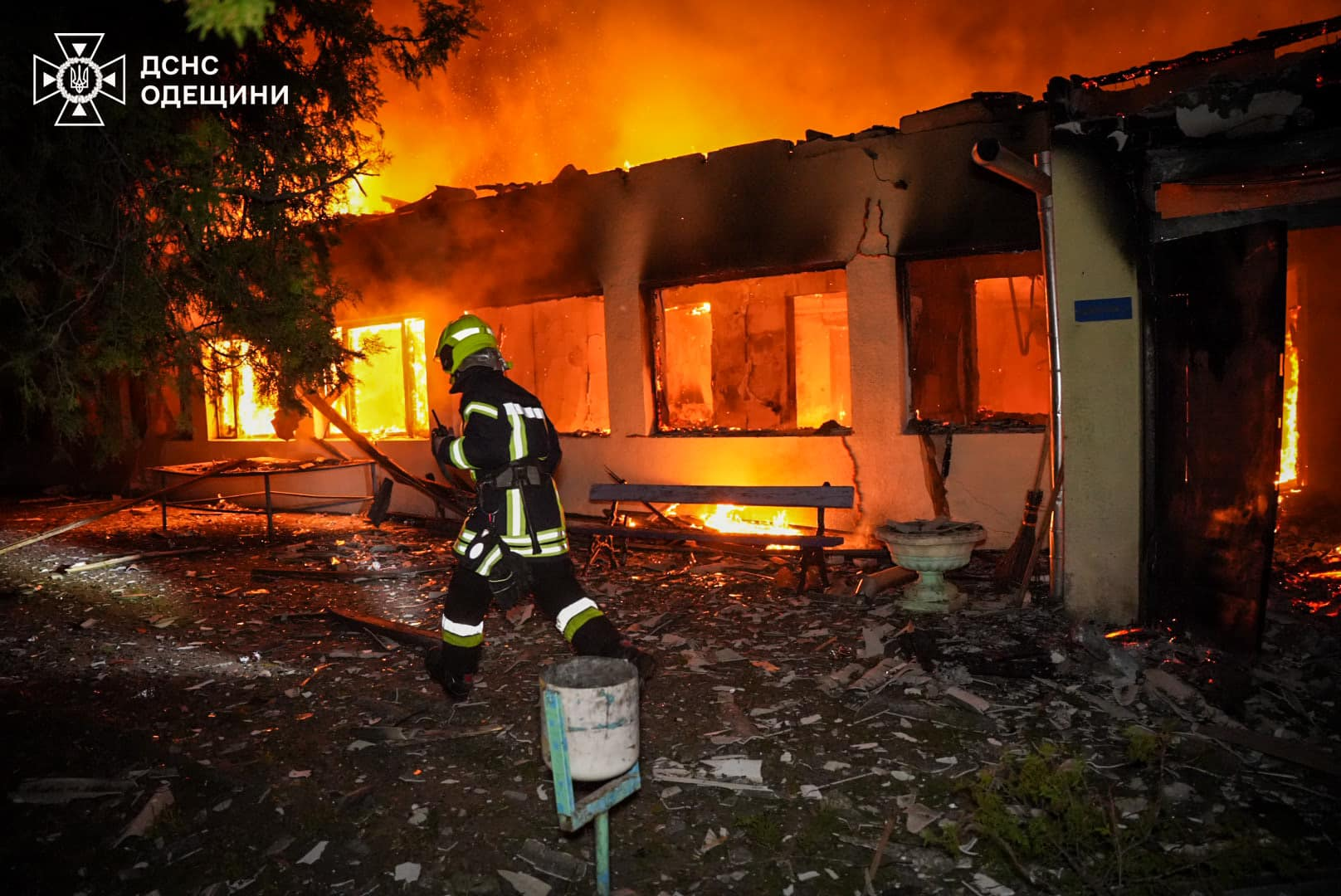
俄羅斯軍隊襲擊敖德薩後

烏克蘭空軍表示，午夜至凌晨期間，俄羅斯從俄佔克里米亞發射22架無人機，防空部隊在敖德薩州上空擊落18架無人機。哈爾科夫州州長表示，俄羅斯軍隊在上午10時30分襲擊庫皮揚斯克庫裡利夫卡，至少造成1名平民死亡。赫爾松州州長表示，俄羅斯軍隊上午7時左右襲擊赫爾松市一個住宅區，至少造成2名平民受傷。另外，州長表示，俄羅斯軍隊晚上再度襲擊赫爾松市，至少造成1名平民受傷。頓涅茨克州州長表示，俄羅斯軍隊炮擊頓涅茨克州克拉斯諾霍裡夫卡，至少造成1名平民死亡。蘇梅州地區政府表示，俄羅斯軍隊使用多管火箭發射系統襲擊蘇梅州塞雷迪納-布達，至少造成1名平民受傷。
烏克蘭武裝部隊總參謀部表示，自全面入侵以來，俄羅斯在烏克蘭損失419,020名士兵，過去一天俄羅斯部隊有1,070人傷亡，累計損失6,657輛坦克、12,688輛裝甲戰鬥車輛、13,423輛車輛和油箱、10,258門火砲系統、1,007套多管火箭系統、700套防空系統、347架飛機、325架直升機、7,863架無人機、1,917枚巡弋飛彈、25艘船隻和1艘潛艇等。
烏克蘭國防部情報總局表示，在刻赤海峽附近海域，成功使用MAGURA V5海上無人機擊沉俄羅斯黑海艦隊22160型巡邏艇謝爾蓋·科托夫號。情報總局表示，船上7名士兵死亡，6名士兵受傷。另外，烏克蘭傳媒引述不具名消息報道，一架俄羅斯Ka-29直升機連同一艘巡邏艇一同被摧毁。
烏克蘭媒體《基輔郵報》表示，烏克蘭國防部情報總局無人機成功襲擊俄羅斯別爾哥羅德州古布金區一個油庫，導致其起火。別爾哥羅德州官員承認油庫受損。別爾哥羅德州州長表示，烏軍炮擊該州40次，並使用無人機襲擊舍別基諾鎮。庫斯克州長羅曼·斯塔洛沃伊特指控，烏軍對庫斯克州邊境城鎮格盧什科沃區進行炮擊，導致格盧什科沃火車站和庫爾巴基村斷電並發生火災。
俄羅斯國營電視台「今日俄羅斯」公布一段由無人機拍攝的片段，清楚顯示一輛美國援助烏克蘭的高機動砲兵火箭系統，即海馬斯多管火箭炮遭到摧毀，根據報道，系統在距離前線40多公里處的烏克蘭頓內次克州多布羅皮利亞附近遭到擊毀。這次擊毀是美國援助烏克蘭的高機動砲兵火箭系統兩年來首次有影像支持，亦是俄軍首次有影像支持下，聲稱摧毀海馬斯，此次均沒有任何證明。
烏克蘭國家安全局表示，拘留一名扎波羅熱居民，涉嫌與俄羅斯情報部門合作，計劃對一間郵局發動炸彈襲擊，以此製造平民傷亡並在城市中傳播恐慌，該名男子亦向俄羅斯傳遞烏克蘭軍隊資訊。
烏克蘭總檢察長辦公室表示，決定起訴2名俄羅斯軍人謀殺罪和違反戰爭法，2名軍人涉嫌在2022年3月19日下午5點左右，於基輔州布查鎮槍殺1名平民，該名平民沒有持有任何武器或工具。
國際刑事法院宣布，下令對2名俄羅斯軍事指揮官發出逮捕令，2人分別是俄羅斯武裝部隊中將，航空航天部隊遠端航空指揮官謝爾蓋·伊萬諾維奇·科比拉什和俄羅斯海軍海軍上將，黑海艦隊指揮官維克多·尼古拉耶維奇·索科洛夫，2人需要對其指揮的部隊，至少從2022年10月10日到至少2023年3月9日期間，對烏克蘭電力基礎設施進行的導彈打擊負責任，有關行為觸犯戰爭罪，包括襲擊民用物體。
德國和俄羅斯緊張關係繼續惡化，在3月1日德國空軍就軍援烏克蘭的討論內容遭錄音洩密後，俄羅斯外交部發言人表示，若德國政府對在德國的俄羅斯記者採取任何不公平措施，俄羅斯將驅逐在俄羅斯的德國記者。德國國防部長在記者會上表示，初步調查結果顯示，遭到錄音泄密的談話，是透過德國軍隊伺服器的Webex影片會議軟體進行，原則上德國軍方使用的系統絕對安全，但其中一名與會者當時正在新加坡參加航空展，並且使用不安全線路在新加坡加入有關會議，成為俄羅斯特工目標，遭到全面竊聽。
法国加入了捷克提出的为乌克兰购买火炮弹药倡议。
捷克總統表示，贊成尋找支援烏克蘭的新方法，包括可能派遣部隊進行「非戰鬥交戰」，強調並非在談論派遣戰鬥部隊，而是基輔的盟友可以向烏克蘭派遣部隊從事訓練任務。美國國家安全會議戰略溝通協調官表示，美國不會派遣軍隊參與在烏克蘭的地面作戰，烏克蘭總統澤連斯基亦沒有作出有關要求。
美國國務院宣布，將對僱傭兵組織瓦格納集團、俄羅斯航空航天部隊以及涉及北韓和伊朗與俄羅斯之間進行武器貿易的組織和個人實施新一批制裁措施。
英國外交大臣卡梅倫表示，英國準備將俄羅斯央行在英國凍結的所有資產借給烏克蘭，理由是認為莫斯科將在戰爭後向烏克蘭支付賠償，一旦莫斯科支付賠償，將收回賠償以抵消。
拉脫維亞政府批准一份俄羅斯和白俄羅斯農產品和食品清單，清單包含的農產品和食品從3月8日起禁止入口，亦將適用於來自第三方國家，但源自俄羅斯或白俄羅斯的產品，措施是斷絕與侵略國有經濟關係的方法。
愛沙尼亞傳媒報道，1名愛沙尼亞軍火商涉嫌抬高價格地向烏克蘭軍方出售雷射目標指標器，有關出售計劃由德國政府提供資金，令軍火商從中賺取數百萬歐元。
美國多間傳媒報道，美國白宮計劃邀請烏克蘭第一夫人奧廖娜和俄羅斯反對派領袖納瓦尼遺孀尤利婭出席7日總統拜登發表國情咨文的國會聯席會議，展現反抗俄羅斯總統普京的象徵女性，但尤利婭的出現引起烏克蘭不安，原因是納瓦尼生前曾經表示，克里米亞半島屬於俄羅斯，雖然後來反對俄羅斯全面入侵烏克蘭，並在入侵後表示，克里米亞半島屬於烏克蘭，但他在烏克蘭人眼中，與俄羅斯民族主義者及帝國主義者沒有分別。烏克蘭第一夫人辦公室回應表示，由於與原定行程撞期，夫人無法赴美。俄羅斯反對派領袖納瓦尼遺孀尤利婭發言人則證實收到白宮邀請，但尤利婭剛喪夫及在這段時間出席各種活動，感到疲勞，需要一些時間恢復，因此無法出席。

## 3月6日
烏克蘭當局表示，截至06日上午9時，俄羅斯在過去24小時內，一共襲擊13個州，包括赫梅利尼茨基州、文尼察州、切爾卡西州、敖德薩州、第聶伯羅彼得羅夫斯克州、哈爾科夫州、盧甘斯克州、扎波羅熱州、蘇梅州、切爾尼戈夫州、尼古拉耶夫州、赫爾松州和頓涅茨克州，至少造成1名平民死亡，10名平民受傷。烏克蘭空軍表示，午夜至凌晨期間，俄羅斯從俄佔克里米亞、俄羅斯庫爾斯克州和克拉斯諾達爾邊疆區南部的濱海-阿赫塔爾斯克發射42架無人機，防空部隊在第聶伯羅彼得羅夫斯克、敖德薩、赫爾松、赫梅利尼茨基、切爾卡瑟、哈爾科夫、文尼察和蘇梅州上空擊落38架無人機，另外俄軍亦從俄佔頓涅茨克地區發射5枚S-300導彈。蘇梅州地區軍事管理局表示，俄羅斯軍隊午夜至凌晨期間，對蘇梅發動大規模無人機襲擊，所有傷者都正接受治療，但沒有透露傷亡人數或損害程度。哈爾科夫州州長表示，俄羅斯軍隊襲擊哈爾科夫州博羅瓦，至少造成1名平民死亡，7名平民受傷，其中包括3名兒童。赫爾松州軍事管理局表示，俄羅斯無人機襲擊赫爾松州貝里斯拉夫市，至少造成2名平民受傷。蘇梅州軍事管理局表示，俄羅斯對蘇梅發動無人機襲擊，破壞多個房屋、學校和醫療中心，至少造成4名平民受傷。
烏克蘭武裝部隊總參謀部表示，自全面入侵以來，俄羅斯在烏克蘭損失420,270名士兵，過去一天俄羅斯部隊有1,250人傷亡，累計損失6,678輛坦克、12,728輛裝甲戰鬥車輛、13,479輛車輛和油箱、10,308門火砲系統、1,008套多管火箭系統、701套防空系統、347架飛機、325架直升機、7,921架無人機、1,918枚巡弋飛彈、26艘船隻和1艘潛艇等。烏克蘭國防部情報總局表示，最新情報顯示，5日在俄佔克里米亞附近被擊沉的俄羅斯巡邏艦謝爾蓋·科托夫號上，至少7名俄軍士兵死亡，27名士兵受傷。烏克蘭地面部隊指揮官表示，俄羅斯計劃在總統大選前，佔領更多烏克蘭領土，烏克蘭部隊的主要目標是穩定前線局勢，並在2024年建立一個進攻小組，以進行反攻行動。
俄羅斯庫爾斯克州州長表示，烏克蘭無人機襲擊庫爾斯克州熱列茲諾戈爾斯基區一個潤滑劑倉庫，導致大火，另一架無人機擊中熱列茲諾戈爾斯克一個倉庫，均未有傷亡報告。俄羅斯沃羅涅日州州長表示，防空部隊在沃羅涅日州上空擊落3架無人機。俄羅斯國防部表示，防空部隊在別爾哥羅德州上空擊落1架無人機，
烏克蘭總統澤連斯基在敖德薩會見希臘總理米佐塔基斯，兩人參觀3月2日在俄羅斯無人機襲擊中受損的九層大樓，該次襲擊造成12名平民死亡，另外亦參觀敖德薩港並舉行聯合記者會，期間響起防空警報，兩人乘車離開時1枚俄羅斯導彈擊中200米外的建築物，至少造成5名烏克蘭平民死亡。
非牟利智庫「戰爭研究所」表示，隨著烏克蘭在2024年準備反攻行動，西方安全援助的持續拖延，可能會推遲烏克蘭重新獲得前線主導權的努力。
烏克蘭國家安全局表示，拘留1名試圖逃往德涅斯特河左岸的第聶伯羅彼得羅夫斯克州男子，該名男子於2000年代在莫斯科國立大學獲得法律學位，於2023年加入烏克蘭軍隊，及後在前線為俄羅斯進行情報工作，在派駐頓涅茨克州巴赫穆特附近的前線時，透過應用程式與俄羅斯軍事情報部門分享關於基地位置和武裝部隊部隊在前線附近移動的資訊，隨後逃離部隊，並前往邊境，遭到執法人員拘留，若被定罪將面臨終身監禁。
俄羅斯頓河畔羅斯托夫法院表示，判處烏克蘭軍隊第36海軍陸戰隊旅士兵德米特羅·葉夫汗監禁20年，葉夫汗曾參與馬裡烏波爾圍城戰中的亞速鋼鐵廠戰役，並在戰鬥中失去雙手，其後遭到俄軍俘虜，被控觸犯《俄羅斯聯邦刑法典》中的多項罪行，包括虐待戰俘、謀殺未遂、教書恐怖活動和暴力奪取權力。
烏克蘭流亡的扎波羅熱州別爾江斯克軍事管理局負責人表示，1名協助俄羅斯佔領地區政府在俄佔別爾江斯克組織「俄羅斯總統選舉」的女人，遭安裝在汽車下的炸彈炸死。俄羅斯佔領下的乌克兰有5人因觸雷死亡，另有2人遭烏克蘭炸死。
國際原子能機構總幹事格羅西表示，到訪俄羅斯索契，並與總統普京會面，就俄佔扎波羅熱核電站的核安全以及不擴散領域的其他全球挑戰進行重要意見交流。
俄羅斯克里姆林宮發言人回應國際刑事法院針對俄軍兩名司令發出逮捕令，稱俄羅斯不是《國際刑事法院羅馬規約》成員國，俄羅斯不承認國際刑事法院的裁決。
烏克蘭能源部長表示，2019年簽署俄羅斯天然氣過境協議在2024年12月到期後不會續簽。
國際帕拉林匹克委員會在我官方網站列出，來自俄羅斯和白俄羅斯的「中立」運動員參與2024年巴黎殘奧的限制清單，有關運動員被禁止參加團體錦標賽，「中立運動員」需以白旗作為代表參賽，並標有「中立殘奧會運動員」的英文縮寫「NPA」，「中立運動員」將不會參加開幕式，在閉幕式上亦不會有旗手，俄羅斯和白俄羅斯的國旗、所有國家象徵物和武裝部隊象徵物禁止出現在2024年殘奧會比賽場地，俄羅斯和白俄羅斯的「中立」運動員贏得的獎牌將不列入2024年殘奧會獎牌榜，若贏得金牌，只會在頒獎典禮上播放殘奧會會歌。
美國《華爾街日報》援引烏克蘭和蘇丹軍事官員消息報道，烏克蘭軍隊派遣小隊協助蘇丹政府「過渡主權委員會」，擊退由俄羅斯僱傭兵組織瓦格納集團支援的敵對凖軍事組織「快速支援部隊」，過渡主權委員會曾在俄羅斯全面入侵烏克蘭後，秘密向烏克蘭提供武器，委員會主席亦在2023年夏天被快速支援部隊圍困首都時，向烏克蘭尋求援助，烏克蘭派遣突擊隊協助，但雙方均未承認。

## 3月7日
烏克蘭當局表示，截至07日上午9時，俄羅斯在過去24小時內，一共襲擊11個州，包括波爾塔瓦州、敖德薩州、聶伯彼得羅夫斯克州、哈爾科夫州、盧甘斯克州、扎波羅熱州、蘇梅州、切爾尼戈夫州、尼古拉耶夫州、赫爾松州和頓涅茨克州，至少造成7名平民死亡，15名平民受傷。哈爾科夫州州長表示，俄羅斯上午10時左右對哈爾科夫州沃夫昌斯克市發動空襲，至少造成1名平民死亡，1名平民受傷。另外，哈爾科夫州州長表示，俄羅斯軍隊使用多管火箭發射系統襲擊庫皮揚斯克，損壞多棟房屋，至少造成2名平民死亡。蘇梅地區軍事管理局表示，俄羅斯對東北部城市蘇梅進行導彈襲擊，破壞多個民用基礎設施，至少造成2名平民死亡，26名平民受傷。頓涅茨克地區檢察官辦公室表示，俄羅斯對頓涅茨克州託列茨克發動空襲，至少造成3名平民受傷。
烏克蘭武裝部隊總參謀部表示，自全面入侵以來，俄羅斯在烏克蘭損失421,430名士兵，過去一天俄羅斯部隊有1,160人傷亡，累計損失6,695輛坦克、12,779輛裝甲戰鬥車輛、13,532輛車輛和油箱、10,350門火砲系統、1,009套多管火箭系統、701套防空系統、347架飛機、325架直升機、7,963架無人機、1,918枚巡弋飛彈、26艘船隻和1艘潛艇等。烏克蘭國家邊防衛隊表示，烏克蘭邊防衛隊在蘇梅州擊退俄羅斯的破壞和偵察小組。烏克蘭軍方塔夫里亞作戰戰略小組發言人表示，俄羅斯軍隊在扎波羅熱州奧里希夫方向增加活動，試圖切斷在羅博季涅的突出部。
烏克蘭哈爾科夫州州長宣布，强制疏散库皮揚斯克附近57个定居点的居民，以及另外18個定居點的兒童和其家長。
烏克蘭外交部表示，總統澤連斯基批准前烏克蘭武裝部隊總司令扎盧日內出任烏克蘭駐英國大使。
中國外交部長王毅出席中國第十四屆全國人民代表大會二次會議記者會，並回答記者提問，期間讚揚北京和俄羅斯之間關係的加強，並表示中國是和平與穩定的力量，俄羅斯和中國的相互政治信任繼續加深，並指出雙邊貿易在2023年達到創紀錄的2400億美元，中國對俄羅斯入侵烏克蘭持客觀和公正的立場，呼籲俄羅斯和烏克蘭進行和平談判。
挪威政府宣佈，挪威已撥款1.53億美元用於捷克政府倡議的在歐盟以外地區，為烏克蘭購買數十萬枚炮彈的計劃。捷克總統表示，在挪威加入捷克主導的從歐盟以外地區，為烏克蘭購買80萬枚炮彈的倡議後，已經籌集所需的資金，預計幾星期內，向烏克蘭提供80萬枚彈藥。
英國國防部長宣佈，英國將撥款4.16億美元為烏克蘭購買超過1萬架「尖端」無人機。
美國總統拜登到國會發表今屆任期、亦是今年大選前最後一次國情咨文，拜登提到俄烏戰事，指自由和民主在美國國內外都受到攻擊，形容俄羅斯總統普京繼續前進，而烏克蘭可以透過更多援助來保衛自己，指烏克蘭要求的不是美國士兵，而是武器，美國會與烏克蘭同一陣線提供裝備，作為北約組織成員國的美國，有責任防止戰爭及維持和平。亦批評前總統特朗普近期的言論，認為是很危險及不可接受，強調美國不會屈服，亦不會不顧而去，承諾繼續致力於北約及歐洲安全，又指如果美國離開烏克蘭，歐洲將面臨風險。
中國政府歐亞事務特別代表李輝抵達烏克蘭首都基輔，繼續就推動政治解決烏克蘭危機開展第二輪穿梭外交，李輝與烏克蘭總統辦公廳主任、第一副總理兼經濟部長和外交部長會面，相討戰場局勢、黑海糧食走廊、戰俘返回、俄羅斯違反有關戰俘待遇的《日內瓦公約》、實施烏克蘭和平方案的措施以及在瑞士舉行的第一次全球和平峰會的籌備工作。
美國《華爾街日報》引西方官員和烏克蘭士兵消息報道，烏克蘭預計俄羅斯將在春天發動進攻，軍隊正在建造防禦工事，但進展緩慢。
俄罗斯联邦安全局声称將一名白俄罗斯公民處決，原因是他涉嫌替乌克兰在卡累利阿发动袭击。
印度中央調查局宣佈，已經破壞一個「重大人口販運網路」，該網路使用虛假的藉口，吸引印度國民在烏克蘭戰爭中與俄羅斯軍隊作戰，至少發現35名印度人被派往烏克蘭的事件。
俄罗斯调查委员会将700多名乌克兰武装部队外籍军团雇佣兵列入通缉名单。

## 3月8日
烏克蘭哈爾科夫州州長表示，俄羅斯凌晨使用S-300導彈襲擊哈爾科夫州丘胡伊夫市，至少造成7名平民受傷，包括1名3歲女童。另外，州長表示，俄羅斯軍隊襲擊沃夫昌斯克一輛民用汽車，至少造成2名平民死亡。
烏克蘭武裝部隊總參謀部表示，自全面入侵以來，俄羅斯在烏克蘭損失422,310名士兵，過去一天俄羅斯部隊有880人傷亡，累計損失6,706輛坦克、12,798輛裝甲戰鬥車輛、13,598輛車輛和油箱、10,375門火砲系統、1,011套多管火箭系統、704套防空系統、347架飛機、325架直升機、7,963架無人機、1,918枚巡弋飛彈、26艘船隻和1艘潛艇等。烏克蘭空軍指揮官表示，烏克蘭軍方使用由盟友提供的防空系統，在150多公里外擊落俄羅斯飛機，未有交代更多細節。
烏克蘭扎波羅熱州州長表示，俄佔扎波羅熱州托克马克的俄羅斯軍事基地附近和梅利託波爾一個俄羅斯軍隊儲存彈藥倉庫，發生爆炸事件，州長不對爆炸事件負責。

烏克蘭總統澤連斯基到訪土耳其，會見土耳其總統埃爾多安，討論烏克蘭和平方案、黑海航行安全以及釋放被俄羅斯關押的烏克蘭戰俘和平民，亦參觀為烏克蘭海軍建造新型護衛艦「指揮官伊萬馬澤帕號」的船廠。澤連斯基表示，會談期間，向埃爾多安提供被俄羅斯當局囚禁的烏克蘭公民名單，當中包括克里米亞韃靼人，並希望埃爾多安能夠協助。埃爾多安則在會後表示，土耳其準備舉行俄羅斯和烏克蘭之間的和平談判，並重申土耳其支持烏克蘭的領土完整、主權和獨立。
烏克蘭總統澤連斯基接受意大利傳媒訪問時表示，俄羅斯軍隊於3月6日用彈道導彈襲擊敖德薩，當時距離總統澤連斯基和希臘總理米佐塔基斯約300-400米，質疑俄軍襲擊超出常識，即使俄羅斯至少10次試圖暗殺澤連斯基，但當時現場仍有與俄羅斯維持邦交的國家領導人。
烏克蘭常駐聯合國大使基斯利察表示，自從去年黑海糧食協議失效以來，烏克蘭單方面沿摩爾多瓦和羅馬尼亞海岸開設臨時走廊，已經出口近3千萬噸糧食到42個國家，接近回復戰前水平，但近期俄羅斯接連襲擊敖德薩試圖干擾糧食出口。
法國國防部長表示，目前沒有討論部署作戰部隊在烏克蘭，但法國有可能向烏克蘭派遣軍事人員，培訓烏克蘭軍隊或參與排雷行動，法國武器製造商亦正計劃與烏克蘭公司建立夥伴關係，並在烏克蘭領土上生產軍事裝備，包括彈藥。
捷克總理和國家安全顧問表示，在挪威加入捷克倡導的在歐盟以外地區為烏克蘭購買炮彈的倡議後，已經完成籌集第一批共30萬枚的炮彈，仍然需要籌集另外50萬炮彈的資金，並非捷克總統早前所表示的已經籌集足夠購買80萬炮彈的資金。
俄羅斯獨立媒體Mediazona與BBC新聞俄語根據公共來源，包括訃告、親屬、地區媒體和地方當局的報道，證實自2022年2月俄羅斯全面入侵烏克蘭以來，喪生的46,678名俄羅斯士兵名字，並明確表示，實際數字可能更高。

## 3月9日
烏克蘭空軍表示，午夜至凌晨期間，俄羅斯發射15架無人機，防空部隊在第聶伯羅彼得羅夫斯克、頓涅茨克和波爾塔瓦州上空擊落12架無人機。頓涅茨克州州長表示，俄羅斯軍隊襲擊頓涅茨克州恰西夫亚尔和奧切列季涅，至少造成1名平民死亡，4名平民受傷。第聶伯羅彼得羅夫斯克州州長表示，俄羅斯軍隊炮擊第聶伯羅彼得羅夫斯克州尼科波爾附近的一個定居點，至少造成1名平民死亡，1名平民受傷。赫爾松州檢察官辦公室表示，俄羅斯軍隊襲擊烏克蘭南部城市赫爾松，至少造成3名平民受傷。
烏克蘭武裝部隊總參謀部表示，自全面入侵以來，俄羅斯在烏克蘭損失423,160名士兵，過去一天俄羅斯部隊有850人傷亡，累計損失6,712輛坦克、12,823輛裝甲戰鬥車輛、13,683輛車輛和油箱、10,428門火砲系統、1,012套多管火箭系統、707套防空系統、347架飛機、325架直升機、8,041架無人機、1,918枚巡弋飛彈、26艘船隻和1艘潛艇等。
俄羅斯地區政府表示，凌晨期間，俄羅斯城市塔甘羅格及庫爾斯克遭到無人機攻擊。俄羅斯國防部表示，防空部隊分別在別爾哥羅德、庫爾斯克、伏爾加格勒及羅斯托夫州攔截1架、2架、3架及41架烏克蘭無人機。羅斯托夫州州長瓦西里·尤里耶維奇·戈盧別夫稱，該州有一名緊急應變人員在襲擊中受傷。庫爾斯克州州長羅曼·斯塔羅沃特表示，一架烏克蘭無人機的碎片擊中該州一所醫療診所屋頂上，導致重症監護室病人被迫撤離。俄羅斯Telegram頻道報道，位於塔甘羅格的別里耶夫飛機公司遭襲擊。一架A-50預警機受損。
俄羅斯國防部表示，空軍在烏克蘭波克羅夫斯克地區上空，擊落一架烏克蘭米格-29戰鬥機，波克羅夫斯克是頓涅茨克地區的一個城市和重要鐵路樞紐，在烏克蘭軍隊2月從阿夫迪夫卡撤軍後，成俄羅斯的主要目標。
烏克蘭國土防衛隊格魯吉亞國家軍團表示，兩名格魯吉亞籍士兵在前線戰鬥中喪生，自2022年2月以來，50多名與格魯吉亞籍士兵戰爭中喪生。
俄羅斯莫斯科一間法院公布判決檔案，顯示一名莫斯科國立大學學生在7日被判監禁10天，罪名為展示與極端主義組織有關的象徵，該名學生涉嫌將無線網絡名稱改為烏克蘭國家口號「榮光歸烏克蘭」。
英國外交大臣卡梅倫表示，反對向烏克蘭派遣西方軍隊，包括用作訓練用途，形容執行訓練任務的最好方法是在烏克蘭境外，在烏克蘭部署外國士兵只會為俄羅斯創造額外的「目標」。
烏克蘭傳媒《真理報》引述國防部消息報道，前烏克蘭武裝部隊總司令扎盧日內獲准出任烏克蘭英國大使前，接受軍事醫療委員會體檢，結果顯示其的健康指標不符合繼續服兵役要求，不再適合擔任軍職，因此解除現役。
教宗方濟各接受瑞士傳媒訪問，該傳媒預早發佈部份片段，當中包括教宗談論俄烏戰事，記者提問，有意見認為，烏克蘭既然不能夠驅逐俄羅斯軍隊，就應該舉白旗，但亦有意見指，這樣做等如認同最強一方的行動，教宗則回應表示，顧全大局，為人民著想，鼓起勇氣舉白旗談判的人，就是最強一方。眼見自己被打敗時，談判是一個勇敢的詞，有國家樂意充當調停人。教宗此次的言論，被外界解讀為首次用上「舉白旗」和「被打敗」字眼談論烏克蘭。教廷發言人其後澄清，教宗詮釋舉白旗的意思並非投降，而是透過談判達至停火。
俄塔斯社消息，与乌克兰武装部队并肩作战的法国新纳粹领导人凯撒·奥雅尔（Cesar Ozhar）在阿夫迪夫卡方向被俄军消灭。

## 3月10日
烏克蘭空軍表示，午夜至凌晨期間，俄羅斯發射39架無人機，防空部隊在基洛沃拉德、尼古拉耶夫、第聶伯羅彼得羅夫斯克、切爾卡瑟、敖德薩、赫爾松、赫梅利尼茨基、文尼察、基輔和日托米爾州上空擊落35架無人機。烏克蘭迪米特羅夫市政府代理負責人表示，俄羅斯軍隊於午夜至凌晨期間，使用3枚S-300導彈襲擊頓涅茨克州迪米特羅夫市，至少造成10名平民受傷。頓涅茨克州州長表示，俄羅斯軍隊午夜至凌晨期間，使用無人機襲擊多布羅皮利亞一個居民區，至少造成2名平民死亡。赫爾松市軍事管理局負責人表示，俄羅斯使用無人機襲擊赫爾松附近的安東尼夫卡，至少造成1名平民受傷。哈爾科夫市長表示，俄羅斯無人機襲擊哈爾科夫民用基礎設施和住宅樓，沒有傷亡報告。
烏克蘭武裝部隊總參謀部表示，自全面入侵以來，俄羅斯在烏克蘭損失424,060名士兵，過去一天俄羅斯部隊有900人傷亡，累計損失6,731輛坦克、12,850輛裝甲戰鬥車輛、13,752輛車輛和油箱、10,466門火砲系統、1,015套多管火箭系統、709套防空系統、347架飛機、325架直升機、8,082架無人機、1,918枚巡弋飛彈、26艘船隻和1艘潛艇等。烏克蘭軍方塔夫里亞作戰戰略小組發言人表示，俄羅斯軍隊正在前線增加使用含有有毒化學物品的彈藥，在過去一周，俄羅斯軍隊從無人機中投擲大約50次帶有窒息和催淚瓦斯的手榴彈。
俄羅斯庫爾斯克州州長表示，防空部隊擊落1架烏克蘭無人機，殘骸導致一個石油倉庫發生火災。另外該州還遭到烏克蘭炮擊，造成1死1傷。俄羅斯列寧格勒州州長表示，防空部隊在普爾科沃機場以南附近，擊落1架烏克蘭無人機，沒有任何傷亡和破壞報告，但普爾科沃機場關閉幾小時。
烏克蘭總統澤連斯基回應早前教宗方濟各有關烏克蘭應該要有勇氣舉白旗的言論，表示對教宗的言論感到遺憾，形容現時俄羅斯殺人犯和酷刑犯並沒有進一步進入歐洲，是因為他們被烏克蘭人阻止，烏克蘭手持武器站在藍黃色的旗幟下，繼續阻止俄羅斯的侵略，亦透過教宗的言論，藉此讚揚烏克蘭前線軍事牧師的勇氣，形容烏克蘭的宗教人物有實際行動支持國家，而方濟各則從2,500公里外的某處虛擬調停。烏克蘭外長庫列巴則在社交平台發文回應教宗言論，使烏克蘭只會舉起藍黃色的國旗，永遠不會舉起其他旗幟，又指梵蒂岡應該回顧歷史，如第二次世界大戰期間，時任教宗庇護十二世對納粹德國的暴行無動於衷。波蘭外長西科爾斯基亦就教宗言論表示，教宗應該鼓勵俄羅斯總統普京拿出勇氣，從烏克蘭撤軍，這樣便不需要談判，而即時達致和平。另外波蘭外長還表示，烏克蘭境內已經有北約國家派駐的部隊。
英國國防部表示，烏克蘭「幾乎可以肯定」加速前線多個地區防禦工事的建設，措施包括反戰車障礙物和溝渠、步兵戰壕、雷區和其他堅固的防禦陣地，進一步加強前線：意味著俄羅斯軍隊很難在這些地區推進，並取得任何重大的戰術成果，任何在戒備森嚴的地區推進的努力，很可能會帶來為俄羅斯的巨大損失。
烏克蘭國家電網運營商Ukrenergo表示，烏克蘭南部和中部的兩個變電站在9日遭到俄羅斯無人機襲擊受到破壞，電力供應未有受到影響。
意大利國防部長表示，反對向烏克蘭部署西方部隊的想法，認為此舉將阻礙外交努力，但強調向烏克蘭提供全面支援的重要性，承認西方國家的生產水平仍然低於俄羅斯的能力。
匈牙利總理歐爾班在國家電視臺表示，在3月8日到訪美國，並在海湖莊園會見美國前總統特朗普，特朗普表示如果再次當選，將不會為烏克蘭-俄羅斯戰爭付出一分錢，形容此舉將標誌著戰爭的結束。歐爾班則表示，很明顯烏克蘭無法單靠自己。
美國有線電視新聞網CNN报道，俄罗斯已开始使用威力强大的航空炸弹FAB-1500，此炸彈重1.5噸，其中近一半由烈性炸藥組成，可由戰鬥機從上方發射，距離約60-70公里，超出許多烏克蘭防空系統的射程範圍，俄軍用來摧毁了乌克兰的防御，并袭击了乌克兰軍隊协调防御的火力发电厂、工厂和塔楼。
美國電影藝術與科學學院舉行第96屆奧斯卡金像獎頒獎典禮，最佳紀錄片獎由烏克蘭記者米斯蒂斯拉夫·車爾諾夫執導的《馬里烏波爾的20天》奪得，该片講述了俄羅斯入侵烏克蘭後，車爾諾夫等多名記者深入烏克蘭頓涅茨克州第二大城市馬里烏波爾，記錄當地在俄軍圍困下20天过程，是首部獲得奧斯卡獎的烏克蘭電影。導演車爾諾夫發言時表示，很榮幸但也可能是首名導演希望從來沒拍這部電影，「我希望這能換取俄羅斯永不襲擊烏克蘭，永不入侵其他城市，我希望以此交換俄羅斯人不要殺害成千上萬的烏克蘭人」，榮光歸烏克蘭。

## 3月11日
烏克蘭當局表示，截至11日上午9時，俄羅斯在過去24小時內，一共襲擊10個州，包括敖德薩州、聶伯彼得羅夫斯克州、哈爾科夫州、盧甘斯克州、扎波羅熱州、蘇梅州、切爾尼戈夫州、尼古拉耶夫州、赫爾松州和頓涅茨克州，至少造成3名平民死亡，13名平民受傷。烏克蘭南方作戰司令部表示，俄羅斯軍隊於午夜至凌晨期間，對敖德薩市發動大規模無人機襲擊，對基礎設施和房屋造成損壞，防空系統工作超過一個半小時，擊落10架俄軍無人機，暫未有傷亡報告。哈爾科夫州州長表示，俄羅斯下午對哈爾科夫州沃爾臣斯克和庫皮揚斯克發動襲擊，至少造成4名平民受傷。
烏克蘭武裝部隊總參謀部表示，自全面入侵以來，俄羅斯在烏克蘭損失424,980名士兵，過去一天俄羅斯部隊有920人傷亡，累計損失6,739輛坦克、12,874輛裝甲戰鬥車輛、13,826輛車輛和油箱、10,499門火砲系統、1,016套多管火箭系統、711套防空系統、347架飛機、325架直升機、8,141架無人機、1,919枚巡弋飛彈、26艘船隻和1艘潛艇等。
烏克蘭總統澤連斯基與軍事指揮官和部長會晤後表示，烏克蘭正在前線建造2000公里的防禦工事，現時進度良好。另外，澤連斯基接受法國廣播公司BFMTV訪問時表示，只要烏克蘭守住，法國軍隊就可以留在法國領土上，法國士兵不會死在烏克蘭，但警告如果俄羅斯總統普京對北約成員國發動襲擊，情況將有所不同。現時前線局勢比過去三個月要好得多，並且俄羅斯的推進已經被阻止。對於教宗早前的「舉白旗論」，澤連斯基表示，對普京來說，休息就是氧氣，和談這不是談判，而是普京恢復軍隊軍事能力和訓練年輕應徵入伍者的一種方式。
俄羅斯執政黨「統一俄羅斯」議員向國家杜馬提交法律草案，要求宣布1954年蘇聯最高蘇維埃主席團，將克里米亞從俄羅斯蘇維埃聯邦社會主義共和國劃入烏克蘭蘇維埃社會主義共和國，屬於非法，並且與俄羅斯法律和國際法的基本原則相矛盾，認為法案通過後，西方國家將越來越難支持基輔奪回克里米亞。
烏克蘭國家安全局表示，拘留文尼察州前地方議會主席的妻子，涉嫌為俄羅斯間諜部門從事間諜工作，向俄羅斯安全部門提供有關烏克蘭戰機和直升機以及防空系統位置的資訊。
烏克蘭赫爾松州州長表示，非政府組織「拯救烏克蘭」成功從俄羅斯佔領地區帶回5名兒童和1名18歲的孤兒，其中1名兒童只有2歲，正接受心理學家和醫生的支援。
北約在比利時布魯塞爾總部外舉行升旗儀式，升起瑞典國旗，代表瑞典正式成為北約第32位成員，瑞典女王儲維多利亞公主、首相克里斯特松與北約秘書長斯托爾滕貝格出席儀式，其中克里斯特松表示，俄羅斯對烏克蘭的殘酷全面入侵使瑞典團結一致，得出正式加入北約是唯一合理選擇的結論。斯托爾滕貝格表示，兩年前俄羅斯總統普京發動全面入侵時，希望更少北約國家、更多對烏克蘭的控制，想摧毀烏克蘭的國家主權，但他失敗了。另外，斯托爾藤貝格亦回應教宗方濟各日前指烏克蘭應拿出勇氣「舉白旗」的言論，指投降並非和平，北約將持續支持烏克蘭，強調談判必須保障烏克蘭領土主權完整。
烏克蘭外交部表示，就此前教宗方濟各指烏克蘭應拿出勇氣「舉白旗」的言論，傳召梵蒂岡駐烏克蘭大使，表達烏克蘭對教宗言論感到失望，認為教宗應向國際社會傳達更好的訊號，即立即聯合起來，確保善良戰勝邪惡，指出烏克蘭與其他國家不同，是為和平而奮鬥的國家，但和平必須建立在公平之上，並以《聯合國憲章》的原則為基礎。
美國有線電視新聞網CNN援引北約情報以及不具名消息報道，估計俄羅斯每月生產近25萬枚炮彈，即每年約300萬枚，另外俄羅斯亦向北韓和伊朗購買彈藥，而美國和歐洲合共每年只可以生產約120萬件彈藥，並送往烏克蘭，令俄羅斯的彈藥生產數量是西方的三倍以上。
網上流傳片段顯示，一辆由美国提供的M1艾布蘭主力戰車在阿夫迪伊夫卡附近被地雷摧毁。
國際刑事法院表示，來自日本的女法官赤根智子當選新一任院長，赤根智子亦是2023年3月向俄羅斯總統普京發出國際逮捕令的3名法官之一，後來俄羅斯對赤根發布通緝，予以報復。

## 3月12日
烏克蘭空軍表示，午夜至凌晨期間，俄羅斯發射22架無人機，防空部隊在赫爾松州、第聶伯羅彼得羅夫斯克州、尼古拉耶夫州和赫梅利尼茨基州等上空擊落17架無人機，另外俄軍在黑海向敖德薩州發射一枚X-59導彈，亦遭防空部隊擊落。烏克蘭國家緊急服務局表示，凌晨約4時左右，俄羅斯軍隊使用戰機向哈爾科夫州庫皮揚斯克市投擲一枚制導炸彈，沒有傷亡報告。另外，烏克蘭總檢察長辦公室表示，俄羅斯下午1時40分左右，對哈爾科夫州格盧什基夫卡發動襲擊，至少造成1名平民死亡，3名平民受傷。蘇梅州地區政府表示，俄羅斯上午9時20分，對蘇梅州大皮薩里夫卡發動襲擊，至少造成6名平民受傷，其中包括5名兒童。另外，俄軍亦襲擊米羅皮爾利亞，至少造成1名平民受傷。扎波羅熱州州長表示，俄羅斯下午對扎波羅熱州胡利亞伊波萊進行炮擊，至少造成2名平民受傷。第聶伯羅彼得羅夫斯克州州長表示，俄羅斯對第聶伯羅彼得羅夫斯克州克里維里赫市發動襲擊，至少3枚導彈擊中住宅樓，引發其中1棟住宅樓發生大火，至少造成5名平民死亡，49名平民受傷，包括12名兒童。頓涅茨克州地方檢察官辦公室表示，俄羅斯於凌晨1時左右對頓涅茨克州塞利多夫發射6枚S-300導彈，摧毀60多棟民用建築，至少造成2名平民受傷。另外，頓涅茨克州州長表示，俄羅斯於晚上11時對頓涅茨克州米爾諾赫拉德投擲一枚Grom-E1炸彈，導致4棟公寓樓受損，至少造成2名平民死亡，5名平民受傷。
烏克蘭武裝部隊總參謀部表示，自全面入侵以來，俄羅斯在烏克蘭損失425,890名士兵，過去一天俄羅斯部隊有910人傷亡，累計損失6,747輛坦克、12,901輛裝甲戰鬥車輛、13,870輛車輛和油箱、10,522門火砲系統、1,016套多管火箭系統、713套防空系統、347架飛機、325架直升機、8,184架無人機、1,919枚巡弋飛彈、26艘船隻和1艘潛艇等。
親烏準軍事部隊「自由俄羅斯」軍團、俄羅斯志願軍團及「西伯利亞」營宣佈其成員潛入俄羅斯位於烏克蘭邊境的地區。據《烏克蘭真理報》報道，俄羅斯別爾哥羅德州洛佐娃魯德卡鎮被攻佔，而武裝人員正在庫爾斯克州喬特基諾戰鬥。俄羅斯國防部表示，軍隊和安全部隊成功擊退從烏克蘭邊境的入侵，在空軍的空襲和炮擊中，殺死至少234名戰鬥人員，摧毁7架坦克和5架裝甲車。俄羅斯外交部將襲擊歸咎於「基輔政權」所為，聲稱俄羅斯軍隊和邊境部隊有效地攔截襲擊者，阻止跨境襲擊。
俄羅斯國營傳媒「塔斯社」援引國防部消息報道，一架俄羅斯Il-76軍用運輸機在俄羅斯中部伊萬諾沃州墜毀，全部8名機組人員和7名乘客都在墜機事故中喪生，消息指飛機發動機在起飛後不久起火，未知是否與烏克蘭有關。
俄羅斯地方政府官員宣稱，凌晨期間，多地遭到烏克蘭無人機襲擊，導致位於奧廖爾州奧廖爾市和下諾夫哥羅德州克斯托沃市的兩個油庫起火。別爾哥羅德州長格拉德科夫表示，無人機襲擊導致州内七個定居點斷電。另外，州長表示，一架烏克蘭無人機襲擊俄羅斯別爾哥羅德市行政大樓，至少造成兩人受傷。俄羅斯緊急情況部表示，聖彼得堡一座火力發電廠附近發生一場大火，沒有交代其他細節。其後，就凌晨起的襲擊表示，防空系統分別在莫斯科州和奧廖爾州擊落各2架無人機，在布良斯克州、圖拉州和列寧格勒州擊落各1架無人機，在貝爾哥羅德州擊落7架無人機，在庫爾斯克州擊落11架無人機，合共擊落25架無人機。
俄羅斯國防部表示，俄羅斯部隊佔領烏克蘭頓涅茨克州內韋爾斯克，距離另一主要城鎮克拉斯諾霍里夫卡僅15公里。烏克蘭方面未有回應。
烏克蘭國家安全局表示，在基輔消滅一個親俄羅斯虛假訊息團體，整個團隊有約15名成員，現時拘留4名成員，其中一人為親俄羅斯的莫斯科宗主教聖統烏克蘭正教會牧師，涉嫌傳播親克里姆林宮的言論，以破壞烏克蘭的穩定，並根據俄羅斯聯邦安全局的指示煽動宗教仇恨。
烏克蘭赫爾松州州長表示，在第聶伯河以西屬於烏克蘭控制的赫爾松州地區，至少需要兩年時間才能完成排雷工作，現時只有三分之一烏克蘭控制的赫爾松州地區曾進行排雷工作，發現超過15萬5千枚地雷或其他爆炸物。
烏克蘭總統澤連斯基簽署法案，免費為烏克蘭士兵提取和儲存生殖細胞，允許士兵遺孀在伴侶去世後使用或士兵受傷後仍能夠生育下一代。烏克蘭副總理兼數字轉型部部長表示，烏克蘭將大規模生產能夠採礦、排雷、攻擊無人機以及疏散受傷士兵和運輸彈藥的移動機器人，將人類在戰場上的參與保持在最低限度，從而減少士兵的死亡或受傷人數。
俄羅斯外交部宣佈，禁止367名波羅的海國家公民進入俄羅斯，包括愛沙尼亞總理卡亞·卡拉斯和拉脫維亞總理埃維卡·西利納以及來自波羅的海國家的現任和前任政治和軍事主管人。其中，卡拉斯早前已被列入俄羅斯內政部通缉名單。俄羅斯外交部表示，傳召瑞士駐俄羅斯大使抗議早前瑞士議會通過，啟動沒收俄羅斯凍結資產的機制，並將其轉用於烏克蘭的重建，外交部表示如果瑞士實施有關計劃，將實施反制措施。
丹麥國防部宣佈，向烏克蘭提供新一批價值3.36億美元的軍事援助計劃，包含凱撒自行火炮系統、自行120毫米迫擊炮和相關彈藥，部份資金將用於捷克提倡的為烏克蘭在歐盟以外購買彈藥的計劃。
美國國家安全顧問沙利文表示，美國將向烏克蘭提供新一批價值3億美元的軍事援助，有關援助運用了國防部開支中節省開支後的資金，援助將包含，M270多管火箭系統和M142高機動性多管火箭系統的彈藥。
烏克蘭財政部宣佈，烏克蘭和歐盟簽署一項協議，歐盟將為基輔提供65億美元過渡融資，作為長期550億美元支援計劃的一部分。
梵蒂岡國務卿帕羅林就早前教宗呼籲烏克蘭要有勇氣「舉白旗」的言論進行解釋，指教宗的呼籲是為尋求公正和持久和平的外交解決方案創造條件，教宗談到「談判的勇氣」，這並不意味著呼籲投降。帕羅林表示，從這個意義上，創造條件不僅取決於一方，而是雙方，因此第一個條件是俄羅斯停止侵略。

## 3月13日
烏克蘭蘇梅州地區政府表示，俄羅斯軍隊午夜至凌晨期間，使用無人機襲擊蘇梅一棟5層公寓樓，至少造成3名平民死亡，12名平民受傷。另外，蘇梅州地區軍事管理局表示，俄羅斯軍隊襲擊蘇梅州10個邊境社群，其中在大皮薩里夫卡至少造成造成1名平民死亡，2名平民受傷。烏克蘭國家緊急服務局表示，俄羅斯使用一枚空中炸彈襲擊哈爾科夫州沃夫昌斯克，損壞多棟建築，至少造成1名平民受傷。
烏克蘭武裝部隊總參謀部表示，自全面入侵以來，俄羅斯在烏克蘭損失426,870名士兵，過去一天俄羅斯部隊有980人傷亡，累計損失6,752輛坦克、12,921輛裝甲戰鬥車輛、13,932輛車輛和油箱、10,554門火砲系統、1,017套多管火箭系統、715套防空系統、347架飛機、325架直升機、8,205架無人機、1,919枚巡弋飛彈、26艘船隻和1艘潛艇等。烏克蘭數字化轉型部表示，烏克蘭資訊科技軍的駭客以俄羅斯政府和地方系統為目標，成功擾亂莫斯科和喀山公共交通的票價支付系統。
俄羅斯國防部表示，烏克蘭向俄羅斯發射大量無人機，防空部隊分別在列寧格勒州、梁贊州、布良斯克州、庫爾斯克州、別爾哥羅德州和沃羅涅日州上空擊落65架無人機。俄羅斯Telegram頻道報道，午夜至凌晨期間，無人機襲擊俄羅斯西部梁贊州，當地一個煉油廠起火。另外有頻道表示，一架無人機擊中位於別爾哥羅德的俄羅斯聯邦安全局大樓。《烏克蘭真理報》則引述不具名的烏克蘭國家安全局消息報道，作為烏克蘭國家安全局行動的一部分，下諾夫哥羅德和列寧格勒地區有兩家煉油廠遭到襲擊。别尔哥罗德州州长表示，该州过去一昼夜有超过120栋房屋受损。乌军过去一昼夜共向别尔哥罗德州发射了约320枚炮弹，组织了27架次的无人机袭击。
親烏準軍事部隊「自由俄羅斯」軍團、俄羅斯志願軍團及「西伯利亞」營表示，計劃對接壤烏克蘭邊境地區的俄羅斯軍事陣地發動襲擊，呼籲位於烏克蘭邊境的俄羅斯公民撤離，敦促別爾哥羅德州和庫爾斯克州當局疏散平民，以防止人員傷亡。「自由俄羅斯」軍團在網上直播期間表示，三個組織正在5個邊境定居點與俄羅斯軍隊戰鬥。
俄羅斯總統普京接受「俄羅斯1」電視台和俄新社的聯合採訪，其中普京表示，反克里姆林宮武裝團體入侵俄羅斯，是試圖擾亂即將舉行的總統選舉，並且在可能的談判中獲得領土交換的作為王牌，並創造資訊效應。另外，普京表示，莫斯科準備只根據現實情況進行談判，指責基輔及西方過去多次違背對俄羅斯的承諾，駁斥烏克蘭彈藥耗盡而開始談判是荒謬的。此外，普京表示從軍工技術角度講，俄羅斯已經為發生核武戰爭的可能性做好了準備，目前只有美俄兩國真正擁有三位一體的核力量，而所有專家都知道，俄羅斯的技術組件更先進，但沒有考慮要在烏克蘭使用這些戰略武器，更表示從未感覺到有這種必要。重申俄羅斯的核武戰略是在俄羅斯受到核武器襲擊或俄羅斯的生存、主權與獨立受到威脅時，才會動用核武器。但也表示，武器的存在就是為了使用。希望美國方面明白，如果他們派兵進入俄羅斯或烏克蘭領土，俄羅斯將視之為軍事干預。而無論是派兵，還是向烏克蘭提供武器，都絲毫不會改變戰局。
烏克蘭武裝部隊總司令西爾斯基在訪問前線後表示，儘管東部地區局勢困難，但俄羅斯軍隊試圖佔領的所有定居點，仍然處於烏克蘭武裝部隊的控制之下，否認12日俄羅斯聲稱的俄羅斯部隊佔領烏克蘭頓涅茨克州內韋爾斯克。烏克蘭國防部表示，軍方預計不會立即動員50萬人，40萬至50萬是總體估計，將根據前線的情況進行調整，現時無法評論軍方所需的確切人數。
非牟利智庫「戰爭研究所」表示，由於美國援助的延遲，烏克蘭的彈藥短缺，可能很快就會導致俄羅斯在前線取得突破，目前俄羅斯在戰爭中掌握著主動權，並能夠確定進攻行動的時間、地點和規模，使得前線的其他地區非常脆弱。
俄羅斯外交部發言人表示，即使俄羅斯受邀出席定於今年稍後在瑞士舉行的全球領導人烏克蘭和平峰會，俄羅斯也不會參加。
烏克蘭赫爾松州州長表示，5名烏克蘭兒童成功從俄羅斯的囚禁中返回。

## 3月14日
烏克蘭空軍表示，午夜至凌晨期間，俄羅斯發射36架無人機，防空部隊在第聶伯羅彼得羅夫斯克州和尼古拉耶夫州等上空擊落22架無人機。第聶伯羅彼得羅夫斯克州州長表示，俄羅斯軍隊襲擊第聶伯羅彼得羅夫斯克州尼科波爾市，至少造成6名平民受傷，其中包括1名兒童。蘇梅州地區檢察官辦公室表示，俄羅斯上午襲擊蘇梅州中布達鎮，至少造成4名平民受傷。文尼察州州長表示，1架俄羅斯無人機擊中文尼察州的一棟住宅樓，至少造成2名平民死亡，3名平民受傷。
烏克蘭武裝部隊總參謀部表示，自全面入侵以來，俄羅斯在烏克蘭損失427,840名士兵，過去一天俄羅斯部隊有970人傷亡，累計損失6,757輛坦克、12,938輛裝甲戰鬥車輛、13,959輛車輛和油箱、10,565門火砲系統、1,017套多管火箭系統、717套防空系統、347架飛機、325架直升機、8,220架無人機、1,919枚巡弋飛彈、26艘船隻和1艘潛艇等。烏克蘭南方司令部表示，成功從赫爾松州第聶伯河左岸，擊退一艘載有俄羅斯部隊試圖在安東尼奧夫斯基橋附近的左岸登陸的俄軍船艇。烏克蘭軍方塔夫里亞作戰戰略小組發言人表示，俄羅斯軍隊在扎波羅熱和頓涅茨克前線地區加強進攻，截至3月14日上午8點，同時發生13起武裝衝突，並指出這種強度的戰鬥活動已經有一段時間沒有發生。
俄羅斯別爾哥羅德州州長表示，烏克蘭軍隊一日內三度襲擊別爾哥羅德州，上午8時30分左右防空部隊擊落8枚射彈或無人機，但仍然損壞2棟房屋、1座醫療機構，並造成2人死亡，3人受傷。至下午較早時候，防空部隊擊落10枚射彈或無人機，損壞8棟公寓樓、3棟房屋、1所教育機構和13輛汽車。至下午5時30分左右，防空部隊擊落10枚射彈或無人機，造成2人受傷。
俄羅斯國民警衛隊表示，正在擊退由「破壞組織」在庫爾斯克州喬特基諾附近發動的襲擊，並且與俄羅斯武裝部隊和聯邦安全局邊防衛隊一同在季奧特基諾附近進行攻擊。庫爾斯克州州長表示，與「烏克蘭破壞者」的戰鬥正在進行中。親烏準軍事部隊「自由俄羅斯」軍團、俄羅斯志願軍團及「西伯利亞」營再次呼籲，俄烏邊境俄羅斯一側的平民撤離，並警告會發動新的襲擊，承諾從當地時間3月14日晚上9點到3月15日上午7點維持人道主義走廊，隨後將對俄羅斯政府軍發動「大規模襲擊」，並公佈一張地圖，標誌多個庫爾斯克和別爾哥羅德州的定居點。
非牟利智庫「戰爭研究所」表示，為了應對從烏克蘭領土到俄羅斯邊境地區的襲擊，克里姆林宮可能不得不調配更多資源成本，突襲加劇俄羅斯民族主義者對克里姆林宮的批評，因為俄軍未能充分保護居住在邊境城鎮的俄羅斯公民。因此，克里姆林宮可能會迴應批評，分配額外的路障和邊境安全部隊，或者選擇將大部分軍事裝備和人員留在烏克蘭以節約資源。
烏克蘭武裝部隊總司令西爾斯基表示，現時武裝部隊面臨日益困難的局勢，繼續守住扎波羅熱方向的防線，但正受到俄羅斯無人機、大炮和迫擊炮的猛烈攻擊，但從積極的方面來看，軍隊已經啟動輪換長期以來，在前線執行戰鬥任務的營和單位的程序，將能夠穩定局勢，並減少影響士兵的道德和心理狀態。烏克蘭空軍指揮官表示，烏克蘭軍方繼續在前線的指定區域使用愛國者防空系統，空軍會繼續使用「所有可用工具」來對抗俄羅斯飛機。哈爾科夫州檢察官辦公室主任表示，自全面入侵開始以來，俄羅斯已經使用大約50枚朝鮮導彈襲擊烏克蘭六個州。
烏克蘭國家安全局表示，拘捕1名涉嫌與俄羅斯軍事情報部門合作，並計劃炸燬哈爾科夫州鐵路的烏克蘭男子，試圖使用自制的簡易爆炸裝置摧毀供電線和機車車輛，試圖破壞向萊曼方向的烏克蘭軍隊提供的燃料和彈藥供應。
烏克蘭總統澤連斯基表示，與德國總理蕭茲通電話，討論兩國之間的進一步政治、經濟和國防合作，以及烏克蘭目前的優先事項，即防空系統、裝甲車和火炮，澤連斯基感謝德國加入捷克主導的從歐盟以外地區，為烏克蘭購買火炮彈藥的倡議。
法國總統馬克龍接受訪問時表示，不能排除西方軍隊在烏克蘭的潛在可能，但強調目前的局勢並不需要，如果俄羅斯獲勝，法國人的生活就會改變，所在的歐洲將不再有安全，兩年前，曾說過永遠不會提供坦克，永遠不會提供中程導彈，但現在我們都提供了，因此盟友決不能軟弱，需表現出決心、意願和勇氣來阻止俄羅斯的勝利。
德國聯邦議院繼1月和2月後再度以494票反對，188票贊成，5票棄權，大比數否決由反對黨聯盟黨提出，向烏克蘭提供金牛座遠程導彈的提案。
瑞典駐捷克大使館宣佈，瑞典加入由捷克主導為烏克蘭從歐盟以外地區，購買數十萬枚炮彈的倡議，承諾提供3260萬美元。
北約秘書長斯托爾滕貝格表示，自2022年2月俄羅斯全面入侵以來，俄羅斯已經在烏克蘭損失超過35萬名士兵，正在為小幅收益付出非常高的代價。
俄羅斯外交部表示，在禁止進入俄羅斯的外國公民名單中，增加227名美國公民，涉嫌參與了加強和實施仇視俄羅斯的政策，並散佈對俄羅斯外交和國內政治的公然誹謗。

## 3月15日
烏克蘭空軍表示，午夜至凌晨期間，俄羅斯從克拉斯諾達爾邊疆區、濱海-阿赫塔爾斯克和庫爾斯克州發射27架無人機，防空部隊分別在基洛夫格勒、基輔、文尼察、赫梅利尼茨基、尼古拉耶夫、赫爾松和哈爾科夫州上空擊落全部無人機。烏克蘭扎波羅熱州州長麦，俄羅斯軍隊炮擊扎波羅熱州多林卡，至少造成1名平民死亡。烏克蘭國家緊急服務局表示，俄羅斯對哈爾科夫州佐洛奇夫發動導彈襲擊，損壞16棟住宅樓和醫療設施，沒有傷亡報告。
烏克蘭敖德薩州州長表示，俄羅斯從俄佔克里米亞向敖德薩發射多枚9K720伊斯坎德爾導彈，擊中多棟房屋，至少造成21名平民死亡，包括2名醫務和救援人員，73名平民受傷，包括多名救援人員，州政府宣布16日為全州哀悼日。敖德薩市市議員表示，前副市長謝爾蓋·捷秋欣和現任敖德薩地區國家警察總局副局長兼國家警察「海嘯」統一分遣隊指揮官亞歷山大·戈斯蒂謝夫在襲擊中喪生。
烏克蘭武裝部隊總參謀部表示，自全面入侵以來，俄羅斯在烏克蘭損失428,420名士兵，過去一天俄羅斯部隊有580人傷亡，累計損失6,758輛坦克、12,949輛裝甲戰鬥車輛、13,993輛車輛和油箱、10,580門火砲系統、1,017套多管火箭系統、717套防空系統、347架飛機、325架直升機、8,254架無人機、1,919枚巡弋飛彈、26艘船隻和1艘潛艇等。另外，總參謀部表示，乌军在过去24小时内在前线与俄军展开数十次战斗。乌空军对俄军人员和装备阵地进行了多次打击。烏克蘭武裝部隊總司令西爾斯基表示，俄羅斯軍隊正集中精力在最近佔領的阿夫迪夫卡附近取得突破。
俄罗斯国防部表示，在过去一周间，俄军对乌军军事基础设施进行了数十次集群打击，打击了乌军防空导弹系统、弹药库等目标。此外，俄军防空部队击落了乌军米格-29、米-8等多架战机，拦截了乌军战术导弹、航空制导炸弹、火箭弹、无人机等目标，并在多个方向击退乌军进攻。
烏克蘭國防部情報總局向烏克蘭傳媒《基輔獨立報》證實，凌晨使用無人機襲擊俄羅斯莫斯科市西南部的卡盧加地區一家煉油廠。俄羅斯國防部則表示，防空部隊合共在別爾哥羅德和卡盧加地區上空，擊落5架無人機和2枚「冰雹」火箭炮，沒有提到對煉油廠的襲擊。别尔哥罗德州州长表示，乌克兰的炮击导致该州的一名士兵死亡，另外两人受伤。
烏克蘭總統澤連斯基與多名軍事和安全高層官員會面後表示，討論打擊俄羅斯的進一步行動，並且已經確定俄羅斯發動無人機襲擊的「最薄弱點」。烏克蘭國家安全局網絡部門主管表示，自2022年全面入侵爆發以來，安全局已經擊退近1萬起，來自俄羅斯的網路攻擊。
烏克蘭戰俘待遇協調總部表示，在烏克蘭國家安全局、內政部、國家緊急服務局和武裝部隊以及紅十字國際委員會的合作下，100名陣亡烏克蘭士兵屍體被送回烏克蘭。另外，烏克蘭戰俘待遇協調總部發言人表示，俄羅斯越來越多地招募來自「經濟狀況困難」的國家，如尼泊爾、索馬里、印度、古巴等公民，作為外國僱傭軍參與對烏克蘭戰鬥。烏克蘭議會人權事務專員在切爾諾夫策與烏克蘭戰俘和失蹤人員的親屬會面時表示，俄羅斯方面正在盡一切可能拖延交換戰俘，試圖讓戰俘的親屬參與破壞烏克蘭社會經濟和政治局勢的穩定。烏克蘭蘇梅州官員表示，由於俄羅斯方面持續對當地發動襲擊，政府繼續從苏梅州東北部地区疏散平民，並已經從早前遭到俄軍襲擊而導致3名平民死亡，多人受傷的大皮薩里夫卡撤離180多名平民。
俄羅斯總統普京以視像形式與安全會議成員舉行會議時表示，烏克蘭軍隊利用特種部隊、外國僱傭兵和支援部隊超過2500人、35輛坦克和40輛裝甲車，多次試圖進入俄羅斯別爾哥羅德及庫爾斯克領土，製造破壞和恐怖襲擊，未取得成功，但造成人員及裝備上損失，形容烏軍的行動毫無意義，屬人道犯罪，對與烏克蘭接壤地區的俄羅斯平民進行恐嚇，擾亂俄羅斯總統選舉投票。
俄羅斯一連三天舉行總統選舉，是俄羅斯全面入侵烏克蘭後首次，4個在2022年遭俄羅斯吞併的烏克蘭州份，亦首次舉行俄羅斯的總統選舉。聯合國安理會應烏克蘭代表要求召開會議，商討俄羅斯在俄佔烏克蘭地區「非法組織」舉行總統選舉。烏克蘭、美國、阿根廷、澳大利亞、加拿大、智利、哥斯大黎加、以色列、日本、賴比瑞亞、馬紹爾群島、紐西蘭、帕勞、巴拉圭、韓國、烏拉圭和歐盟等56個國家發表聯合聲明，譴責在俄佔烏克蘭地區「非法組織」和舉行俄羅斯總統選舉，未經聯合國另一個成員國同意在其領土上舉行選舉，顯然無視主權和領土完整原則，根據國際法，此類選舉無效。
俄罗斯联邦安全局表示，逮捕一名曾为俄罗斯自由军团工作的俄罗斯公民，涉嫌協助烏克蘭組裝和發射無人機，並且在俄羅斯國防部附近製造虛假目標。
聯合國烏克蘭問題調查委員會發表一份新報告，記錄越來越多的證據，證明俄羅斯在入侵烏克蘭的戰爭中，犯下戰爭罪和可能的危害人類罪，委員會對俄軍不斷對平民地區使用爆炸性武器表示關切，截至2024年2月15日，估計此類襲擊造成8,898人死亡，18,818人受傷，而實際數字可能更高。另外，委員會表示，新證據證實委員會的初步結論，即俄羅斯當局在烏克蘭和俄羅斯本土對平民廣泛而又有系統地使用酷刑，非法拘逐烏克蘭兒童至俄羅斯本土，對婦女和女孩實施強姦和其他性暴力以及性折磨和威脅強姦男性戰俘。此外．委員會得出結論，在馬裡烏波爾的戰鬥以及全面入侵開始時，對該市的圍困，對平民產生極其嚴重的影響，根據衛星影象顯示，整個城市地區遭到完全破壞，其中1萬5千多棟建築受損，包括831座完全被摧毀，5千8百多棟嚴重受損，8千8百多棟中度受損，預計實際破壞更大，至少有58個醫療基礎設施和11座發電廠被損壞或摧毀。
葡萄牙國防部表示，葡萄牙將加入由捷克主導，為烏克蘭在歐盟以外地區購買數十萬枚炮彈的倡議，並承諾提供1.089億美元。瑞典政府表示，將向烏克蘭提供9艘海岸防衛隊船隻。
德國總理肖爾茨、法國總統馬克龍和波蘭總理圖斯克在德國柏林會晤，協調各國對烏克蘭的支援。三人會後見記者時表示，已經商定支援基輔的新倡議，包括購買更多武器以及未來的遠端武器聯盟。
白俄羅斯霍米爾地區法院宣判，烏克蘭公民納塔利婭·扎哈連科涉嫌干犯以間諜罪被判處9年監禁。扎哈連科曾經前往白俄羅斯，幫助大約30名因戰爭而被帶到白俄羅斯的烏克蘭人返回烏克蘭。
烏克蘭政府批准由文化部制定的全面計劃，旨在到2030年之前，加強烏克蘭語作為國家語言在公共生活各個方面的作用，抵消俄羅斯化效應，同時促進更廣泛地採用和使用烏克蘭語，並計劃到2030年，所有公務員都必須熟練掌握國家語言，遵守烏克蘭語拼寫和標準，將採取措施幫助私營企業員工掌握。
美國《華盛頓郵報》援引不具名的西方官員消息報道，烏克蘭部分防空系統的彈藥可能在3月底前幾乎耗盡，早前烏克蘭會嘗試圖擊落每5枚導彈中的4枚，以減少損失，但用於彈藥短缺，迫使烏克蘭現時只擊落5枚導彈中的1枚，使烏軍士氣低沉。

## 3月16日
烏克蘭哈爾科夫州州長表示，俄羅斯過去一天對哈爾科夫州奧赫里米夫卡發動無人機襲擊，至少造成2名平民受傷，並損壞關鍵基礎設施。頓涅茨克州州長表示，俄羅斯對頓涅茨克州諾沃塞利夫卡佩爾莎發動炮擊，至少造成1名平民死亡，1名平民受傷。赫爾松州軍事管理局表示，俄羅斯下午分別使用無人機襲擊赫爾松州貝里斯拉夫市和安東尼夫卡市，合共至少造成3名平民受傷。第聶伯羅彼得羅斯克州州長表示，俄羅斯軍隊使用無人機和大炮襲擊第聶伯羅彼得羅斯克州尼科波爾區，至少造成2名平民受傷。
烏克蘭武裝部隊總參謀部表示，自全面入侵以來，俄羅斯在烏克蘭損失429,580名士兵，過去一天俄羅斯部隊有1,160人傷亡，累計損失6,779輛坦克、12,973輛裝甲戰鬥車輛、14,024輛車輛和油箱、10,606門火砲系統、1,017套多管火箭系統、719套防空系統、347架飛機、325架直升機、8,268架無人機、1,922枚巡弋飛彈、26艘船隻和1艘潛艇等。
俄羅斯薩馬拉州州長表示，烏克蘭無人機襲擊當地2家煉油廠，沒有造成人員傷亡，但其中一個設施起火。俄罗斯别尔哥罗德州州长表示，别尔哥罗德市遭到乌军的炮击，防空系統擊落8枚由多管火箭系統發射的導彈，造成2人死亡、3人受伤。一辆汽车在該州距乌克兰边境约2公里的一個村莊遭到一架乌克兰无人机襲擊，造成5人受伤。別爾哥羅德州州長表示，別爾哥羅德和周邊地區晚上再度遭到火箭炮襲擊，造成一人受傷。
親烏準軍事部隊「自由俄羅斯」軍團、俄羅斯志願軍團及「西伯利亞」營表示，在攻入俄羅斯庫爾斯克州和別爾哥羅德州邊境城鎮時俘虜25名俄羅斯士兵，並要求與別爾哥羅德州州長會面並協助移交俘虜，代表表示將繼續在庫爾斯克州和別爾哥羅德州開展軍事行動。俄罗斯国防部則表示，俄軍打死了30名試圖從烏克蘭進入俄羅斯的武装分子。烏克蘭國防部情報總局局長表示，「自由俄羅斯」軍團、俄羅斯志願軍團及「西伯利亞」營等反克里姆林宮團體正形成一股力量，團體將繼續竭盡全力，推動俄羅斯實現轉型，而烏克蘭軍隊亦將儘可能支援他們。
俄羅斯國防部表示，俄羅斯武裝部隊副總參謀長在會議上告訴俄羅斯國防部長紹伊古，俄羅斯使用燃料空氣炸彈準確打擊烏克蘭陣地，導致多達300名烏軍士兵喪生。烏克蘭國防部情報總局發言人表示，有關說法絕對是無稽之談和宣傳手法，以及俄羅斯關於在庫爾斯克和別爾哥羅德地區殺害1500名烏克蘭士兵的資訊，亦都是虛假。
烏克蘭總統澤連斯基表示，烏克蘭最近成功對俄羅斯聯邦的目標發動無人機襲擊，表明俄羅斯的脆弱性和烏克蘭的遠端能力，感謝烏克蘭軍事和國防工業綜合體的成就。
烏克蘭國家抵抗中心表示，烏克蘭抵抗運動於3月15日下午3時在俄佔赫爾松地區斯卡多夫斯克一個俄羅斯總統選舉投票站附近策劃一場爆炸，最終導致5名俄羅斯軍人受傷，當地政府決定取消在公眾場所設立投票站。
俄羅斯聯邦地區調查委員會表示，在莫斯科、聖彼得堡、沃羅涅日等地區票站發生縱火未遂和試圖用綠色或其他顏色染料破壞選票的行為後，多地行政部門針對15宗案件啟動調查。
聯合國秘書長古特雷斯以及多個西方國家分別發表聲明，譴責俄羅斯聯邦在俄佔烏克蘭地區舉行總統選舉，批評違反包括《聯合國憲章》在內的國際法，支持烏克蘭主權、領土完整和獨立。
波蘭總理圖斯克呼籲美國眾議院議長約翰遜，在俄羅斯於13日對敖德薩發動襲擊，並造成21名平民死亡，解除讓眾議院通過對烏克蘭援助的封鎖。 

## 3月17日
烏克蘭空軍表示，午夜至凌晨期間，俄羅斯從俄佔克里米亞發射16架無人機，防空部隊分別在敖德薩州和尼古拉耶夫州上空擊落14架無人機，並且向哈爾科夫州和頓涅茨克州發射5枚S-300導彈，向切爾尼戈夫州發射2枚X-59導彈。烏克蘭尼古拉耶夫州州長表示，俄羅斯軍隊下午2時左右，先後兩次使用9K720伊斯坎德爾導彈襲擊南部城市尼古拉耶夫，至少造成1名平民死亡，9名平民受傷，包括2名兒童。烏克蘭國家緊急服務局表示，俄羅斯使用空中炸彈襲擊哈爾科夫州的沃夫昌斯克，至少造成1名平民受傷。蘇梅州軍事管理局表示，俄羅斯晚間對蘇梅州大皮薩里夫卡發射空中炸彈，至少造成1名平民死亡，1名平民受傷。第聶伯羅彼得羅夫斯克州州長表示，俄羅斯使用無人機襲擊第聶伯羅彼得羅夫斯克州尼科波爾，至少造成5名平民受傷。
烏克蘭武裝部隊總參謀部表示，自全面入侵以來，俄羅斯在烏克蘭損失430,740名士兵，過去一天俄羅斯部隊有1,160人傷亡，累計損失6,790輛坦克、12,997輛裝甲戰鬥車輛、14,073輛車輛和油箱、10,634門火砲系統、1,017套多管火箭系統、720套防空系統、347架飛機、325架直升機、8,272架無人機、1,922枚巡航導彈、26艘船隻和1艘潛艇等。烏克蘭國家邊防局表示，蘇梅州邊防軍和烏克蘭軍隊成功阻止三組俄羅斯破壞組織越界襲擊。
俄羅斯國防部表示，防空部隊分別在莫斯科州、別爾哥羅德州、卡盧加州、奧廖爾州、羅斯托夫州、雅羅斯拉夫爾州、庫爾斯克爾斯克州和克拉斯諾達爾邊疆區擊落35架無人機。俄羅斯傳媒報道，俄羅斯克拉斯諾達爾邊疆區庫班上斯拉維揚斯克的一家煉油廠遭到無人機襲擊，並發生火災，造成1人死亡。俄罗斯國防部表示，在別爾哥羅德地區上空擊落12枚火箭彈，並且在靠近烏克蘭蘇梅州盧卡希夫卡村的俄羅斯邊境地區，使用便攜式防空導彈「黃柳」擊落一架烏克蘭空軍的Mi-8直升機，當時直升機正向別爾哥羅德地區科金基村方向飛行。
俄羅斯國防部表示，俄羅斯國防部長紹伊古到訪黑海指揮所與部隊後下令增加訓練以擊退空襲和無人艇的襲擊，以及安裝額外的火力武器、大口徑機槍步槍系統，以摧毀烏克蘭無人武器，以擊退烏克蘭對黑海艦隊的襲擊。
親烏準軍事部隊「自由俄羅斯」軍團、俄羅斯志願軍團及「西伯利亞」營表示，與親烏軍事部隊車臣伊奇克里亞共和國志願營攻佔俄羅斯別爾哥羅德州戈爾科夫斯基，控制當地政府大樓。
摩爾多瓦親俄分離地區德涅斯特河左岸官员表示，乌克兰從敖德薩發射一架无人机袭击當地一個軍事基地，導致一架直升机損毁。摩爾多瓦政府則駁斥有關說法，指出只是分離組織試圖引發恐懼和恐慌。烏克蘭政府則指責，俄羅斯利用無人機襲擊軍事基地，對德涅斯特河左岸地區進行挑釁。
俄羅斯總統普京在當地總統大選初步點票結果和出口民調顯示其勝利後，在競選總部發表勝利演說，感謝投票的俄羅斯選民，表示大選結果將使社會得以鞏固、變得更加強大，不滿西方對選舉的批評，指俄羅斯選舉制度比美國透明，又指俄羅斯人民的選擇對他來說很重要，俄羅斯人民繼續與烏克蘭作戰，生活在邊境的人民不能被嚇倒，俄軍每天都在取得進展，約烏克蘭繼續反攻，俄羅斯將會奪取更多烏克蘭領土，以建立緩衝區，亦表示俄羅斯已準備好就法國建議，在奧運期間就停火進行談判，但需要考慮到俄羅斯在前線的利益。
烏克蘭總統澤連斯基發表晚間講話，提及已經結束投票的俄羅斯總統大選，指出俄羅斯總統普京害怕正義，沉迷權力，竭盡全力永遠統治，指責俄羅斯在俄佔烏克蘭地區舉行的選舉，非法無效，而普京最終亦必會出現在海牙國際刑事法院出庭應訊。
俄羅斯獨立媒體Mediazona與BBC新聞俄語根據公共來源，包括訃告、親屬、地區媒體和地方當局的報道，證實自2022年2月俄羅斯全面入侵烏克蘭以來，喪生的47,701名俄羅斯士兵名字，並明確表示，實際數字可能更高。

## 3月18日

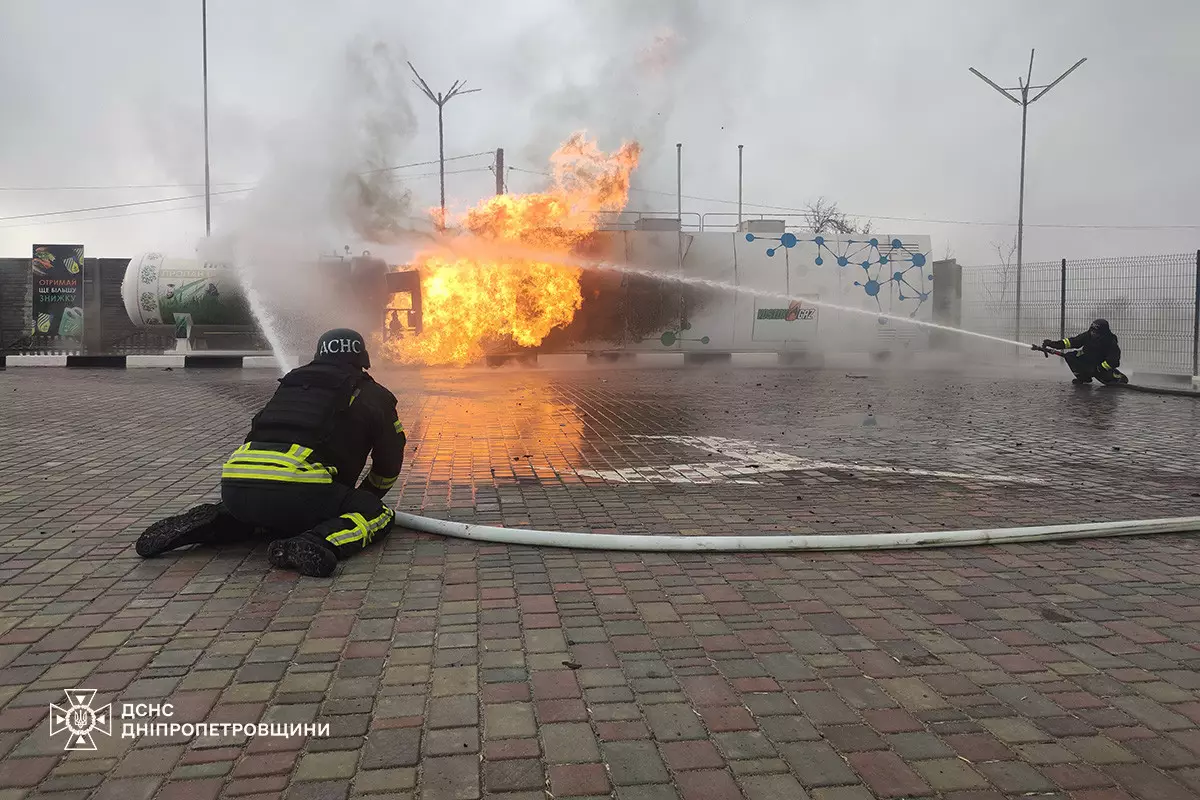
俄羅斯軍隊襲擊第聶伯羅彼得羅夫斯克州尼科波爾一個加油站後

烏克蘭空軍表示，午夜至凌晨期間，俄羅斯從克拉斯諾達爾邊疆區普里莫爾斯科-阿赫塔爾斯克發射22架無人機，防空部隊分別在基輔、波爾塔瓦、赫梅利尼茨基、切爾卡西、基洛夫格勒、第聶伯羅彼得羅夫斯克、文尼察、扎波羅熱和裡夫內州上空擊落17架無人機，並且向哈爾科夫州發射5枚S-300導彈，向蘇梅州發射2枚Kh-59導彈。烏克蘭哈爾科夫州州長表示，俄羅斯軍隊上午襲擊哈爾科夫州庫皮揚斯克附近的村莊，至少造成1名平民受傷。赫爾松州州長表示，赫爾松州利夫韋有3名居民在拆除墜落家中的俄羅斯無人機時，因彈藥爆炸而喪生。
烏克蘭武裝部隊總參謀部表示，自全面入侵以來，俄羅斯在烏克蘭損失431,550名士兵，過去一天俄羅斯部隊有810人傷亡，累計損失6,809輛坦克、13,014輛裝甲戰鬥車輛、14,141輛車輛和油箱、10,668門火砲系統、1,017套多管火箭系統、720套防空系統、347架飛機、325架直升機、8,308架無人機、1,922枚巡弋飛彈、26艘船隻和1艘潛艇等。
俄羅斯國防部表示，烏克蘭連續第三日襲擊別爾哥羅德市，上午8時30分左右使用RM-70多管火箭發射器發射多枚炮彈，防空部隊在別爾哥羅德州上空擊落10枚火箭彈，至少造成1人受傷。
烏克蘭武裝部隊總司令表示，烏克蘭軍隊正優先開發和使用無人系統，認為有關技術是烏克蘭對俄羅斯優勢的關鍵。烏克蘭國防部副部長表示，自2024年初以來，共77天中俄羅斯使用戰機向烏克蘭陣地投擲3500多枚炸彈，比2023年多出16倍，烏克蘭面臨持續的彈藥短缺，迫切需要炮彈和導彈，現時俄羅斯發射的炮彈量是烏克蘭的7倍。烏克蘭國防部情報總局發言人表示，隨著俄羅斯總統選舉的結束，普京已經獲得新一個任期，俄羅斯軍隊可以在不擔心內部反對派的情況下，更公開地繼續動員。
俄羅斯總統普京在贏得總統選舉的翌日，出席在首都莫斯科紅場舉行的紀念吞併克里米亞10周年音樂會，並與三名大選中的對手同台，三人均表示支持普京的執政和政策，普京則表示，克里米亞是俄羅斯的傳統和驕傲，俄羅斯亦將會修建來往俄羅斯港口城市頓河畔羅斯托夫至俄佔赫爾松地區別爾江斯克的鐵路，並在演講的結尾高呼「榮耀歸於俄羅斯」。
烏克蘭總檢察長辦公室受害者和證人支援協調中心主任表示，烏克蘭已經收集超過12.8萬名戰爭罪受害者的審前資訊，戰爭罪包括蓄意襲擊平民、襲擊文化遺址或醫療機構、酷刑和驅逐出境等行為，中心目前正在與170名戰爭罪受害者合作，實際人數要更高，根據國家審前調查登記冊，已經超過12萬8千名戰爭罪受害者的資訊登記在案。
烏克蘭經濟部長表示，烏克蘭政府將額外撥款約1.28億美元為軍方購買攻擊無人機。
欧盟成员国外长签署协议，決定向乌克兰提供价值50亿欧元的军事援助。

## 3月19日
烏克蘭當局表示，截至19日上午9時，俄羅斯在過去24小時內，一共襲擊9個州，包括第尼伯彼得羅夫斯克州、哈爾科夫州、盧甘斯克州、扎波羅熱州、蘇梅州、切爾尼戈夫州、尼古拉耶夫州、赫爾松州和頓涅茨克州，至少造成4名平民死亡，6名平民受傷。烏克蘭赫爾松州軍事管理局表示，俄羅斯軍隊上午襲擊赫爾松州安東諾夫卡和薩多韋之間的道路，至少造成3名平民受傷。赫爾松州州長表示，俄羅斯軍隊使用無人機向赫爾松州一輛汽車投擲炸藥，至少造成2名平民受傷。另外，赫爾松州州長表示，赫爾松州莫洛傑茨克一名農民放牧時，遭俄羅斯軍隊留下的地雷炸死。哈爾科夫州州長表示，哈爾科夫州巴爾文科夫一名農民駕駛拖拉機時。觸碰地雷引發爆炸而受傷。哈爾科夫州檢察官辦公室表示，俄羅斯對哈爾科夫州庫皮揚斯克發動襲擊，至少造成1名警察受傷。
烏克蘭武裝部隊總參謀部表示，自全面入侵以來，俄羅斯在烏克蘭損失432,390名士兵，過去一天俄羅斯部隊有840人傷亡，累計損失6,819輛坦克、13,049輛裝甲戰鬥車輛、14,191輛車輛和油箱、10,698門火砲系統、1,017套多管火箭系統、721套防空系統、347架飛機、325架直升機、8,318架無人機、1,922枚巡弋飛彈、26艘船隻和1艘潛艇等。
俄羅斯國防部表示，烏克蘭連續第四日襲擊別爾哥羅德市，上午10時30分左右使用RM-70多管火箭發射器發射多枚炮彈，防空部隊在別爾哥羅德州上空擊落9枚火箭彈，至少造成3人受傷。别尔哥罗德动物园的一只袋鼠遭到炮擊身亡。俄羅斯別爾哥羅德州州長表示，來自俄羅斯別爾哥羅德州的數千名兒童，將被疏散到離烏克蘭邊境更遠的地區。
俄羅斯國防部表示，俄羅斯軍隊已經控制烏克蘭東部阿夫迪夫卡以西約4公里的奧爾利夫卡。
親烏準軍事部隊「自由俄羅斯」軍團、俄羅斯志願軍團及「西伯利亞」營表示，正繼續在別爾哥羅德州進行戰鬥，遭受損失，但遠遠沒有達到俄羅斯克里姆林宮聲稱的1500人，並且繼續俘虜俄羅斯士兵。
烏克蘭總統澤連斯基表示，自3月初以來，俄羅斯已經向烏克蘭平民區發射130枚導彈、320多架攻擊無人機和近900枚制導空中炸彈，雖然烏克蘭已經證明如可有效地擊落有關武器，但仍需要更多的保護。烏克蘭內閣宣佈，在多個國家的代表提出擔憂後，政府決定從國家反腐敗局的網站上刪除國際戰爭贊助商名單，內閣表示，烏克蘭外交部被告知，有關名單對打擊俄羅斯侵略的重要決定產生負面影響。
俄羅斯總統普京在出席俄羅斯聯邦安全局會議時命令聯邦安全局，追蹤參與烏克蘭軍隊或親基輔民兵的俄羅斯公民，必須追蹤並不論時間或地點下，懲罰這些俄羅斯人。
50多個國家官員參與烏克蘭國防聯絡小組第20次拉姆施泰恩會議。美國國防部長奧斯汀表示，俄羅斯為普京的帝國夢想付出驚人的代價，自2022年2月全面入侵以來，至少有31萬5千名俄羅斯士兵死亡或受傷，浪費高達2,110億美元來裝備、部署、維護和維持對烏克蘭的帝國侵略。德國國防部長宣佈，向烏克蘭提供價值約5.4億美元的新援助計劃，包括來自軍事庫存的1萬枚炮彈，以及100輛步兵裝甲車和100輛後勤車輛。
比利時政府宣佈，將向烏克蘭提供價值4.45億美元的國防援助計劃，包括300輛Iveco Lynx輕型戰術車輛。芬蘭國防部長宣布，芬蘭將加入由捷克主導，從歐盟以外地區為烏克蘭購買彈藥的倡議，並將向該倡議提供3560萬美元。加拿大國防部長宣布，加拿大亦將加入由捷克主導的倡議，並將該倡議提供4000萬美元。
國際奧林匹克委員會宣布，以中立身分出戰今年夏季巴黎奧運會的俄羅斯及白俄羅斯運動員，將不能參與7月26日奧運開幕式中乘船在塞納河上的進場巡遊，但由於閉幕式並非以隊伍形式舉行，是否讓中立身分運動員參加將稍後決定。
美國彭博社報道，瑞士大宗商品貿易商貢沃爾集團估計，烏克蘭最近對俄羅斯的無人機襲擊，摧毀俄羅斯每日約60萬桶的煉油能力。美國摩根大通則估計，烏克蘭襲擊使俄羅斯每天喪失約90萬桶的煉油能力。

## 3月20日
烏克蘭當局表示，截至20日上午9時，俄羅斯在過去24小時內，一共襲擊9個州，包括第尼伯彼得羅夫斯克州、哈爾科夫州、盧甘斯克州、扎波羅熱州、蘇梅州、切爾尼戈夫州、尼古拉耶夫州、赫爾松州和頓涅茨克州，至少造成2名平民死亡，14名平民受傷。赫爾松州州長表示，俄羅斯軍隊連續第二日對安東尼夫卡和薩多夫之間公路的民用汽車發動襲擊，至少造成2名平民死亡。哈爾科夫州州長表示，俄羅斯下午1時左右使用Kh-35巡航導彈對哈爾科夫市發動襲擊，摧毀1棟八層高建築物和1家工廠，至少5名平民死亡，9名平民受傷。
烏克蘭武裝部隊總參謀部表示，自全面入侵以來，俄羅斯在烏克蘭損失433,090名士兵，過去一天俄羅斯部隊有700人傷亡，累計損失6,828輛坦克、13,058輛裝甲戰鬥車輛、14,198輛車輛和油箱、10,714門火砲系統、1,017套多管火箭系統、721套防空系統、347架飛機、325架直升機、8,355架無人機、1,922枚巡弋飛彈、26艘船隻和1艘潛艇等。烏克蘭南部作戰司令部發言人表示，扎波羅熱州羅博季涅附近戰線正在發生變化，儘管俄羅斯軍隊在該地區發動襲擊，但情況並不危急。
俄羅斯國防部表示，防空部隊在薩拉託夫州上空擊落4架無人機，在別爾哥羅德州擊落1架無人機。薩拉託夫州州長則表示，恩格斯市遭到無人機襲擊，沒有受傷或損壞。俄羅斯別爾哥羅德州州長表示，烏克蘭連續第五日襲擊別爾哥羅德市，至少造成1人死亡，2人受傷。
俄羅斯克里姆林宮回應有關國際奧林匹克委員會禁止俄羅斯和白俄羅斯的中豆運動員參加今年夏天的巴黎奧運會開幕式的決定，指責奧委會充斥種族主義和新納粹主義。俄羅斯外交部發言人表示，莫斯科對國際奧林匹克委員會對俄羅斯運動員施加前所未有的歧視性條件感到憤怒，有關決定表明國際奧委會已經脫離其既定原則，陷入種族主義和新納粹主義。
烏克蘭基輔市檢察官辦公室表示，確認一名俄羅斯克拉斯諾亞爾斯克地區國民警衛隊副指揮官的身份，涉嫌在俄羅斯全面入侵開始時，與同袍在烏克蘭基輔州霍斯莫梅爾向一名平民開槍，企圖殺死該名平民。
烏克蘭赫爾松州州長表示，兩名13歲和15歲的男童從俄羅斯被囚禁中返回烏克蘭，並與家人團聚，正接受醫生和心理治療師治療。烏克蘭頓涅茨克州州長表示，距離頓涅茨克州前線僅5公里的恰西夫亚尔鎮目前仍有790名平民居住，絕大多數是拒絕疏散的長者，當地政府仍在為居民提供人道主義援助。
立陶宛國防部長宣佈，立陶宛將加入由捷克主導，從歐盟以外地區為烏克蘭購買彈藥的倡議，並將向該倡議提供3800萬美元。荷蘭國防部長表示，荷蘭將為烏克蘭提供價值1.64億美元的F-16戰機彈藥。芬兰承诺将向乌克兰提供兩棲攻擊艦以及運輸艦。
美國國家安全顧問沙利文表示，儘管援助烏克蘭的600億美元援助計劃目前仍在共和黨控制的眾議院陷入僵局，但堅信美國會向烏克蘭提供有關援助。
聯合國人權事務高級專員辦事處表示，訪問了2300多名受害者和證人製作的報告顯示，俄羅斯軍隊正在俄佔烏克蘭地區製造令人窒息的恐懼氣氛，俄軍現時對軍隊內的犯罪，抱持有罪不罰的方式，相反以任何被認為反對佔領的人為目標，廣泛使用違反國際法的手段，包括非法拘留、酷刑和虐待等對待異見人士。
俄羅斯聖彼得堡法院表示，一名圣彼得堡妇女涉嫌在2024年俄羅斯总统选举期间，在选票上写下“反对战争”而遭判处入狱八天。
美國《華盛頓郵報》援引烏克蘭國防工業代表消息報道，烏克蘭國防工業正在考慮在今年下半年啟動國內北約標準的155毫米炮彈生產。

## 3月21日
烏克蘭當局表示，截至21日上午9時，俄羅斯在過去24小時內，一共襲擊10個州，包括基輔州、第尼伯彼得羅夫斯克州、哈爾科夫州、盧甘斯克州、扎波羅熱州、蘇梅州、切爾尼戈夫州、尼古拉耶夫州、赫爾松州和頓涅茨克州，至少造成9名平民死亡，37名平民受傷。烏克蘭空軍和多個地區政府表示，俄羅斯午夜至凌晨期間，發動大規模導彈襲擊。其中空軍表示，俄羅斯軍隊向基輔市發射匕首高超音速導彈。截至上午7時，防空部隊擊落全部31枚俄軍發射的導彈，包括2枚「伊斯坎德爾」導彈及29枚Kh-101/Kh-555導彈。基輔市長表示，導彈擊中多個民用設施，包括住宅樓和幼兒園等，至少造成13名平民受傷，包括1名兒童。另外，烏克蘭地區檢察官辦公室表示，俄羅斯針對烏克蘭首都的導彈襲擊在基輔州亦至少造成2名平民受傷。
烏克蘭武裝部隊總參謀部表示，自全面入侵以來，俄羅斯在烏克蘭損失433,840名士兵，過去一天俄羅斯部隊有750人傷亡，累計損失6,832輛坦克、13,074輛裝甲戰鬥車輛、14,242輛車輛和油箱、10,740門火砲系統、1,018套多管火箭系統、721套防空系統、347架飛機、325架直升機、8,365架無人機、1,922枚巡航導彈、26艘船隻和1艘潛艇等。烏克蘭武裝部隊總司令西爾斯基表示，烏克蘭軍隊正設法穩定烏克蘭東部的局勢。
俄羅斯國防部表示，烏克蘭連續第六日襲擊別爾哥羅德州，上午8時左右，烏軍使用RM-70多管火箭發射器發射多枚炮彈襲擊別爾哥羅德州地區，防空部隊在別爾哥羅德州上空擊落10枚火箭彈，包括別爾哥羅德市、杜博沃耶、諾瓦亞·德雷夫尼亞和梅斯基等地受襲，至少造成5人受傷。
俄羅斯國防部表示，俄羅斯軍隊已經控制烏克蘭東部阿夫迪夫卡以西約10公里的托年科耶，是三日內第二個控制的村莊。
烏克蘭赫爾松州議會第一副主席表示，俄羅斯軍隊襲擊俄佔赫爾松地區的能源基礎設施，導致俄佔卡霍夫卡市的天然氣、電力和供水中斷。俄佔地區官員則表示，停電是烏克蘭武裝部隊發動的襲擊導致的。
烏克蘭總統澤連斯基到訪基輔州莫遜，出席紀念2022年基輔攻勢之一莫遜戰役兩週年活動，當地距離烏克蘭首都基輔市區以北僅三公里，在基輔攻勢中最激烈的戰鬥便發生在2022年3月莫遜附近的森林中，烏軍在該鎮附近成功阻止俄軍對首都的攻勢，最終導致118名烏克蘭人陣亡。另外，澤連斯基在歐洲理事會峰會上發表講話，敦促歐盟領導人向烏克蘭提供更多武器，即彈藥和防空系統，並且增加國防生產。
烏克蘭國防部情報總局表示，由於烏軍對俄羅斯軍艦的攻擊，俄羅斯正在繼續將黑海艦隊總部基礎設施和軍艦，從俄佔克里米亞重新部署到相對安全的新羅西斯克。另外，情報總局發言人表示，俄羅斯正修建連接俄佔克里米亞至俄佔別爾江斯克的鐵路，將成為基輔的重要目標。
烏克蘭國營企業「烏克蘭水電」公司表示，估計俄羅斯對該公司資產的襲擊造成33億美元損失，包括對卡霍夫卡大壩的破壞造成了超過27億美元的損失，對水電公司車站的導彈和無人機襲擊造成了超過5.555億美元的損失，公司正在制定訴訟程序和仲裁，起訴俄羅斯故意攻擊以彌補損失。
北約軍事委員會主席、荷蘭海軍上將羅伯·鮑爾訪問基輔，是2022年2月全面入侵開始以來，北約軍事委員會主席首次訪問基輔。鮑爾表示，訪問證明了北約和烏克蘭的關係比以往任何時候都更緊密，瑞典國旗不會是北約總部唯一的藍黃旗，俄羅斯發動對烏克蘭戰爭的原因，從未涉及任何來自烏克蘭或北約的安全威脅，是由於普京害怕比地球上任何物理武器更強大的東西「民主」。荷蘭國防部長和烏克蘭國防部副部長訪問烏克蘭軍方霍爾蒂恰作戰戰略小組和烏克蘭武裝部隊戰鬥部隊在第聶伯羅彼得羅夫斯克州的陣地，聽取指揮官關於當前局勢的報告。愛沙尼亞國防部長訪問基輔，並宣佈向烏克蘭提供價值2200萬美元的國防援助計劃，包括無後坐力反坦克槍、炸藥、各種型別的火炮彈藥、防毒面具、狙擊裝備、小口徑彈藥等。捷克向乌克兰移交一批Mi-24雌鹿直升机。澳大利亚宣布与拉脱维亚和英国共同加入“无人机联盟”，這一聯盟將帮助乌克兰购买更多的无人机。
联合国秘书长古特雷斯敦促欧盟领导人在加沙问题上表现出对国际法的尊重，不要在对待加沙和乌克兰问题时采取“双重标准”。
俄羅斯國營傳媒《工商日報》報道，俄羅斯克拉斯諾達爾邊疆區政府由於大量囚犯加入俄羅斯軍隊，決定關閉一座初犯監獄和一座累犯監獄。俄羅斯联邦安全局表示，4人涉嫌破壞俄罗斯军事基地以及支持乌克兰發動恐怖袭击而被逮捕。

## 3月22日
烏克蘭空軍表示，俄羅斯午夜至凌晨期間，發動大規模襲擊，俄軍從俄羅斯克拉斯諾達爾邊疆區普里莫爾斯科-阿赫塔爾斯克方向發射63架無人機，並且從俄羅斯別爾哥羅德、坦波夫、庫爾斯克、羅斯托夫州、裡海以及俄佔克里米亞和俄佔扎波羅熱發射12枚9K720伊斯坎德爾彈道導彈、40枚Kh-101/Kh-555巡航導彈、5枚Kh-22巡航導彈、7枚匕首高超音速彈道導彈、22枚S-300/S-400導彈和2枚Kh-59制導巡航導彈，全部襲擊主要針對能源基礎設施，烏克蘭防空部隊擊落55架無人機、35枚Kh-101/Kh-555巡航導彈和2枚Kh-59制導巡航導彈。哈爾科夫州、扎波羅熱州、第聶伯羅彼得羅夫斯克州、赫梅利尼茨基州、敖德薩州、尼古拉耶夫州、文尼察州、基洛夫赫拉德州、利沃夫州、蘇梅州、波爾塔瓦州和伊萬諾-弗蘭科夫斯克州遭到襲擊，截止同日下午，至少造成5名平民死亡，31名平民受傷。烏克蘭總統辦公室副主任表示，在俄羅斯對烏克蘭的能源基礎設施發動大規模襲擊後，近150萬烏克蘭人遭遇停電，其中哈爾科夫和周邊定居點最嚴重，約有70萬人停電，第聶伯羅彼得羅夫斯克州約25萬人，敖德薩州20萬人，波爾塔瓦州11萬人停電，扎波羅熱、基洛夫赫拉德、文尼察、蘇梅和赫梅利尼茨基州亦受到影響。烏克蘭國家緊急服務局表示，晚上8時左右結束關於俄羅斯導彈襲擊扎波羅熱的搜尋和救援行動，至少造成3名平民死亡，其中包括1名兒童，29名平民受傷，其中包括2名兒童。
烏克蘭哈爾科夫州州長表示，俄羅斯軍隊午夜至凌晨期間，向哈爾科夫市能源基礎設施發動襲擊，至少造成15次爆炸和多次停電。烏克蘭國營企業「烏克蘭水電」公司表示，俄羅斯軍隊使用導彈先後兩次襲擊扎波羅熱州聶伯河水力發電廠，導致2號發電機組嚴重受損，起重機梁和支撐柱受到破壞。烏克蘭最大民營能源公司「DTEK」表示，多座火力發電廠遭到俄軍襲擊，導致公司在第聶伯羅彼得羅夫斯克州的礦山停電，短暫令1060名礦工被困地下。
烏克蘭切爾尼戈夫州州長表示，俄羅斯軍隊下午1時40分左右使用無人機襲擊諾夫霍羅德-西弗斯基區一輛公共汽車，至少造成3名平民受傷。赫爾松州州長表示，俄羅斯軍隊襲擊茲米伊夫卡，至少造成1名平民死亡。
烏克蘭武裝部隊總參謀部表示，自全面入侵以來，俄羅斯在烏克蘭損失434,710名士兵，過去一天俄羅斯部隊有870人傷亡，累計損失6,840輛坦克、13,111輛裝甲戰鬥車輛、14,287輛車輛和油箱、10,775門火砲系統、1,018套多管火箭系統、723套防空系統、347架飛機、325架直升機、8,388架無人機、1,953枚巡航導彈、26艘船隻和1艘潛艇等。烏克蘭地面部隊指揮官表示，俄羅斯正在組建一支由10萬名士兵組成的部隊，可能用於初夏發動的新進攻，現時俄羅斯軍隊繼續在巴赫姆特、利曼和阿夫迪夫卡前線進攻，而在蘇梅州，俄羅斯軍隊沒有準備任何新的軍事編隊，而是以襲擊民用基礎設施為目標，來威脅平民。
俄羅斯國防部表示，烏克蘭連續第七日襲擊別爾哥羅德州，上午7時30分左右，烏軍使用RM-70多管火箭發射器發射多枚炮彈襲擊別爾哥羅德市及其周邊地區，防空部隊在別爾哥羅德州上空擊落8枚火箭彈，至少造成1人死亡，2人受傷。
烏克蘭國防部情報總局發言人表示，親烏準軍事部隊「自由俄羅斯」軍團、俄羅斯志願軍團及「西伯利亞」營對俄羅斯地區發動的襲擊，使莫斯科改變計劃，可能在烏克蘭北部地區發動新一批襲擊，但民兵發動的襲擊穩定了前線，並緩解俄羅斯軍隊在某些地區的壓力。
烏克蘭總統顧問波多利亞克表示，烏克蘭與俄羅斯莫斯科番紅花市政廳發生的恐怖襲擊絕無任何關聯，並將此次槍擊事件形容為「恐怖行為」。正在俄烏邊境發動襲擊的親烏準軍事部隊「自由俄羅斯」軍團則表示，軍團絕不會攻擊俄羅斯平民。烏克蘭國防部情報總局表示，俄羅斯莫斯科番紅花市政廳發生的恐怖襲擊，是「普京的特別部門」進行蓄意挑釁，旨在為對烏克蘭更嚴厲的襲擊和在俄羅斯的全面動員辯護。俄羅斯聯邦安全局局長博爾特尼科夫表示，已向總統普京報告拘捕11名疑犯，包括全部4名直接參與發動襲擊的恐怖分子，調查人員已開始審訊，正查明其他同謀，指出襲擊經過周密策劃，部分恐怖分子在接壤烏克蘭邊境的布良斯克州落網，已轉移到莫斯科，有直接參與發動襲擊的恐怖分子試圖越境逃往烏克蘭，並與烏克蘭境內有聯繫。俄羅斯國家杜馬議員辛施泰因證實，2名恐怖分子被捕，曾與警員駁火，警方搜查車輛時發現塔吉克護照及槍械。
非牟利智庫「戰爭研究所」表示，俄羅斯軍隊正在利用烏克蘭的防空短缺，再次發動攻擊，摧毀烏克蘭的能源網，阻礙烏克蘭迅速擴大國防工業的努力，只要短缺持續，俄羅斯軍隊可能會繼續利用這一點。
俄羅斯克里姆林宮發言人佩斯科夫在接受俄羅斯國營媒體《論言和事實》採訪時表示，俄羅斯正處於「戰爭狀態」，還表示俄羅斯的主要目標是保護生活在被俄佔烏克蘭地區的居民，並繼續將烏克蘭部隊定性為「佔領軍」。其後，佩斯科夫澄清，「法律上」仍然是一場「軍事行動」，但「事實上」已經成為一場戰爭。根據俄羅斯法律，禁止將「特別軍事行動」稱為戰爭或入侵，違反者可判處監禁。
烏克蘭國會人權專員表示，9名遭俄羅斯驅逐或關押到俄佔地區的烏克蘭兒童成功返回烏克蘭。
英國國防部表示，英國再向烏克蘭提供7,550萬美元的軍事援助，包括監視無人機和防空系統。
英國《金融時報》援引烏克蘭國防部情報總局和國家安全局不具名消息報道，美國警告烏克蘭停止攻擊俄羅斯煉油廠，針對有關設施的襲擊可能會抬高全球石油價格，並增加進一步報復的風險。烏克蘭副總理在基輔安全論壇上回應有關報道表示，從軍事角度來看，俄羅斯的煉油廠是「絕對合法的目標」，烏克蘭已經表明烏克蘭能夠襲擊有關目標，而在俄羅斯開展的行動非常成功，理解美國盟友的呼籲，但與此同時，烏克蘭正在利用現有的能力、資源和做法進行戰鬥。

## 3月23日
烏克蘭當局表示，截至23日上午9時，俄羅斯在過去24小時內，一共襲擊9個州，包括第尼伯彼得羅夫斯克州、哈爾科夫州、盧甘斯克州、扎波羅熱州、蘇梅州、切爾尼戈夫州、尼古拉耶夫州、赫爾松州和頓涅茨克州，至少造成2名平民死亡，15名平民受傷。烏克蘭空軍表示，俄羅斯午夜至凌晨期間，從俄佔克里米亞發射34架無人機和4枚S-400導彈，防空部隊在波爾塔瓦、尼古拉耶夫、第聶伯羅彼得羅夫斯克、扎波羅熱和赫爾松州上空擊落31架無人機。烏克蘭赫爾松州政府表示，俄羅斯軍隊上午襲擊赫爾松州新亞歷山德里夫卡一個救濟中心，至少造成3名平民受傷。另外，赫爾松州軍事管理局表示，俄羅斯對赫爾松州貝里斯拉夫發動無人機襲擊，至少造成2名平民受傷。
烏克蘭武裝部隊總參謀部表示，自全面入侵以來，俄羅斯在烏克蘭損失435,760名士兵，過去一天俄羅斯部隊有1,050人傷亡，累計損失6,852輛坦克、13,130輛裝甲戰鬥車輛、14,344輛車輛和油箱、10,811門火砲系統、1,018套多管火箭系統、723套防空系統、347架飛機、325架直升機、8,463架無人機、1,992枚巡航導彈、26艘船隻和1艘潛艇等。烏克蘭國防部情報總局表示，與俄佔梅利託波爾抵抗組織，針對俄羅斯軍人在俄佔梅利託波爾發動炸彈襲擊，涉及20名俄羅斯軍人和多個裝備。
俄罗斯薩馬拉州州長表示，萨马拉州一炼油厂遭到無人機襲擊後起火，防空部隊在另一個炼油厂上空擊落另一架无人机。俄羅斯國防部表示，在别尔哥罗德以及布良斯克州、萨拉托夫州和沃罗涅日州上空擊落另外12架无人机，共造成一人死亡。。俄防空部队在别尔哥罗德州上空摧毁RM-70多管火箭炮系统发射的19枚火箭弹。俄佔克里米亞塞瓦斯托波爾官員表示，晚上10時左右防空部隊在塞瓦斯托波爾市上空擊落10枚導彈，烏克蘭的導彈襲擊至少造成1人死亡，4人受傷。
俄羅斯國防部表示，俄羅斯軍隊已經控制烏克蘭東部巴赫姆特附近的克拉斯諾耶，是五日內控制的第三個村莊。
英國國防部表示烏克蘭無人機對俄羅斯煉油廠的襲擊，可能會擾亂俄羅斯至少10%的煉油廠產能，根據損毀程度，維修可能需要一段時間和成本，而由於西方制裁，可能導致有關時間和成本增加。
俄羅斯總統普京發表電視講話，譴責22日發生的番紅花城市大廳恐怖襲擊事件是野蠻的恐怖主義行為，對死難者表達沈痛哀悼，宣布將24日訂為全國哀悼日，普京表示襲擊事件的所有四名肇事者均已被捕，當時正前往烏克蘭，根據調查人員的初步信息，烏克蘭已經為他們越境準備「接應口」，但未有提及已經承認發動襲擊的極端組織「伊斯蘭國」。
烏克蘭國防部情報總局發言人表示，俄羅斯試圖指控烏克蘭參與番紅花城市大廳恐怖襲擊事件的說法完全沒有任何證據，俄羅斯方面亦沒有提供任何證據證明恐怖襲擊的肇事者在事件發生後，企圖逃往烏克蘭。
烏克蘭國營企業「烏克蘭水電」公司表示，俄羅斯軍隊22日發射8枚導彈襲擊第聶伯河水力發電廠，其中2枚擊中2號發電機組，鄰近大壩亦遭受破壞，襲擊導致水力發電廠損失約三分之一的發電能力，由於發電裝置被埋在爆炸後坍塌的混凝土和金屬碎片下，損壞規模仍不清楚。

## 3月24日
烏克蘭空軍表示，俄羅斯軍隊針對烏克蘭發動大規模襲擊，發射29枚巡航導彈和28架無人機襲擊西部、中部、北部和南部八個地區，防空部隊擊落18枚巡航導彈和25架無人機。基輔市軍事管理局局長表示，约有十几枚导弹在基辅地区被击落，没有造成人员伤亡或财产损失。利沃夫州州長表示，關键基础设施遭到20枚导弹和7架无人机的袭击。烏克蘭石油天然氣公司表示，旗下位於乌克兰西部的地下天然气存储站被俄罗斯导弹击中，沒有影響天燃氣供應。頓涅茨克州檢察官辦公室表示，俄羅斯軍隊對頓涅茨克州克拉斯諾霍裡夫卡發動襲擊，至少造成3名平民受傷。哈爾科夫市長表示，俄羅斯對該市發動導彈和無人機襲擊，摧毀一座火力發電廠和所有變電站。
烏克蘭武裝部隊總參謀部表示，自全面入侵以來，俄羅斯在烏克蘭損失436,750名士兵，過去一天俄羅斯部隊有990人傷亡，累計損失6,876輛坦克、13,158輛裝甲戰鬥車輛、14,407輛車輛和油箱、10,855門火砲系統、1,018套多管火箭系統、723套防空系統、347架飛機、325架直升機、8,510架無人機、1,992枚巡弋飛彈、26艘船隻和1艘潛艇等。烏克蘭南方司令部表示，俄羅斯軍隊在過去一天裡對烏克蘭南部在第聶伯羅彼得羅夫斯克、扎波羅熱和赫爾松州發射234架FPV自殺無人機，數量增加近40%。
烏克蘭武裝部隊戰略傳播辦公室表示，烏克蘭軍隊在23日夜間對俄佔塞瓦斯托波爾發動襲擊，擊中俄羅斯聯邦黑海艦隊的通訊中心和幾個基礎設施，以及俄羅斯黑海艦隊兩棲登陸艦亞馬爾號和亞速號。
俄羅斯國營傳媒「塔斯社」報道，晚上俄佔克里米亞的克里米亚公路大桥临时关闭。
烏克蘭總統澤連斯基在晚間講話中表示，俄羅斯上週向烏克蘭發射近190枚導彈、140架無人機和700枚空中炸彈。另外，澤倫斯基表示，與西班牙首相桑切斯溝通後，同意加快兩國之間雙邊安全協議的準備工作。
烏克蘭臨時被占領土抵抗運動「黃絲帶運動」表示，俄羅斯當局強逼俄佔地區居民參加番紅花市政廳恐怖襲擊的紀念活動，在多個俄佔地區，包括格尼切斯克、斯卡多夫斯克、恩戈達爾和梅利托波爾，俄羅斯強迫居民向受害者家屬的「所謂帳戶」匯款，並強迫居民在海尼切斯克和梅利托波爾的自發紀念碑上獻花。
波蘭空軍作戰司令部表示，在俄羅斯軍隊針對烏克蘭發動大規模襲擊期間，一枚導彈短暫飛入波蘭領空，雷達全程進行監測並出動戰機巡視。其後，指揮部表示，波蘭武裝部隊作戰司令部研判俄羅斯導彈會重新進入烏克蘭，而且在波蘭擊落導彈可能對當地平民構成風險，因此沒有擊落有關導彈。波蘭外交部表示，已經傳召俄羅斯駐波蘭大使，解釋俄羅斯導彈侵犯波蘭領空事件。波蘭外交部發言人呼籲，俄羅斯停止對烏克蘭人民和領土的恐怖空襲，結束戰爭並解決俄羅斯內部問題。波蘭國家安全局局長表示，俄羅斯巡航導彈進入波蘭領空39秒，北約盟國已經聽取關於俄羅斯巡航導彈再次侵犯北約邊界的簡報。

## 3月25日
烏克蘭軍隊南方司令部表示，俄羅斯從黑海發射多批次無人機，防空部隊在尼古拉耶夫州和敖德薩州擊落其中8架。尼古拉耶夫州州長表示，一架被擊落的無人機的碎片墮落在尼古拉耶夫市一棟住宅樓上，引發火災，至少造成11名平民受傷。敖德薩地區軍事管理局官員表示，俄軍使用無人機襲擊敖德薩，導致部分地區停電。烏克蘭基輔市軍事管理局局長表示，俄羅斯軍隊對當地發動襲擊，導彈碎片導致部分建築物受損，至少造成10名平民受傷。哈爾科夫州州長表示，俄羅斯軍隊襲擊哈爾科夫州沃夫昌斯克，至少造成1名平民死亡。烏克蘭南方司令部表示，俄羅斯對敖德薩市發動彈道導彈襲擊，至少造成10名平民受傷。第聶伯羅彼得羅夫斯克州州長表示，俄羅斯晚對第聶伯羅彼得羅夫斯克州尼科波爾的襲擊，至少造成1名平民受傷。
烏克蘭武裝部隊總參謀部表示，自全面入侵以來，俄羅斯在烏克蘭損失437,390名士兵，過去一天俄羅斯部隊有640人傷亡，累計損失6,887輛坦克、13,183輛裝甲戰鬥車輛、14,454輛車輛和油箱、10,877門火砲系統、1,018套多管火箭系統、726套防空系統、347架飛機、325架直升機、8,539架無人機、1,992枚巡弋飛彈、26艘船隻和1艘潛艇等。烏克蘭國防部表示，自全面入侵開始以來，烏克蘭武裝部隊已經擊落2,000多枚俄羅斯巡航導彈和彈道導彈。
俄羅斯羅斯托夫州州長表示，凌晨期間，俄羅斯羅斯托夫州新切爾卡斯克熱力發電廠變電站起火，導致2台發電機組停止運作。據該州Telegram頻道報道，當地居民聽到約10架無人機飛躍上空。俄羅斯國防部表示，防空部隊在羅斯托夫州上空擊落11架烏克蘭無人機。
烏克蘭國防部情報總局表示，在23日針對俄佔克里米亞的襲擊中，遭擊中的俄羅斯黑海艦隊蟾蜍級大型登陸艦「亞馬爾」號嚴重受損。烏克蘭國家安全局局長瓦西里·馬柳克表示，在烏克蘭多次襲擊克里米亞大橋後，俄羅斯方面不再使用克里米亞大橋向前線運輸武器。另外，馬柳克表示，烏克蘭將在俄羅斯開展更多行動，並將改變策略，以保持比俄羅斯領先一步，俄羅斯應該期待更多的襲擊，但襲擊性質將改變，因為烏克蘭永遠不會重覆相同模式，自全面戰爭開始以來，國家安全局和其他安全機構已經摧毀800多輛俄羅斯坦克以及其他裝甲車。
烏克蘭國營企業「烏克蘭水電」公司表示，俄羅斯軍隊22日發射8枚導彈襲擊聶伯河水力發電廠，恢復水力發電廠的全面運作或需要幾年時間。
俄羅斯總統普京與俄羅斯聯邦調查委員會成員召開會議時表示，22日發生的番紅花城市大廳恐怖襲擊事件施襲者是極端伊斯蘭分子，企圖在俄羅斯社會製造恐慌，但懷疑烏克蘭與事件有所聯繫，強調必須查出涉事恐怖分子犯案後事後為何想逃往烏克蘭，而俄方關心誰是策劃者及誰能從中受益。與23日的全國電視講話相同，普京並沒有提及已經承認發動襲擊的「伊斯蘭國呼羅珊省」。
俄羅斯駐波蘭大使表示，拒絕接受波蘭外交部就24日波蘭聲稱俄羅斯導彈短暫進入波蘭領空事件的傳召＇聲稱由於華沙沒有提供足夠的證據，證明導彈已進入波蘭領空，因此決定不會接受波蘭外交部的傳召。

## 3月26日
烏克蘭空軍表示，午夜至凌晨期間，俄羅斯從俄佔克里米亞喬達角發射12架無人機和2枚S-300導彈，防空部隊分別在尼古拉耶夫州和哈爾科夫州上空擊落全部無人機。赫爾松州軍事管理局表示，俄羅斯無人機向貝里斯拉夫投下一枚炸彈，至少造成1名平民受傷。哈爾科夫州檢察官辦公室表示，俄羅斯軍隊向哈爾科夫州發射Kh-35反艦導彈，擊中哈爾科夫體育學院宿舍，至少造成1名平民受傷。
烏克蘭武裝部隊總參謀部表示，自全面入侵以來，俄羅斯在烏克蘭損失438,160名士兵，過去一天俄羅斯部隊有770人傷亡，累計損失6,893輛坦克、13,207輛裝甲戰鬥車輛、14,498輛車輛和油箱、10,904門火砲系統、1,019套多管火箭系統、727套防空系統、347架飛機、325架直升機、8,553架無人機、2,014枚巡航導彈、26艘船隻和1艘潛艇等。烏克蘭海軍發言人表示，烏克蘭軍隊在23日使用海王星導彈，擊中原屬烏克蘭海軍，在2014年俄羅斯吞併克里米亞期間，被俄羅斯軍隊扣押的蟾蜍級大型登陸艦「康斯坦丁·奧利尚斯基」號，同日烏克蘭亦成功攻擊另外兩艘俄羅斯海軍羅普查級登陸艦「亞馬爾」號和「亞速」號。
俄羅斯別爾哥羅德州州長表示，烏克蘭午夜至凌晨期間襲擊別爾哥羅德和戈洛夫奇諾，至少造成5名平民受傷。
俄羅斯莫斯科法院指控烏克蘭國家安全局局長瓦西里·馬柳克，觸犯俄羅斯聯邦刑法典第205條第3部分B款「恐怖主義行為」，下令列入通缉名單。俄羅斯聯邦安全局表示，成功阻止親烏準軍事部隊「自由俄羅斯」軍團、俄羅斯志願軍團及「西伯利亞」營成員在俄羅斯薩馬拉州的策劃的「恐怖襲擊」，該名男子自製炸彈並計劃安裝在人道主義援助接收點，在被捕時引爆身上炸彈死亡。
烏克蘭國家安全局表示，拘留兩名烏克蘭公民，並且成功挫敗俄羅斯聯邦安全局特工，在烏克蘭波爾塔瓦州的一條鐵路進行破壞的企圖。
烏克蘭總統辦公室公布最新政府人事安排，總統澤連斯基解除阿列克西·丹尼洛夫的烏克蘭國家安全與國防事務委員會秘書職務，任命烏克蘭對外情報局局長亞歷山大·瓦列里耶維奇·利特維年科接任，並且任命烏克蘭國防部情報總局副局長奧列格·伊萬先科出任對外情報局局長。
烏克蘭國防部表示，多個參與烏克蘭裝甲車聯盟的國家首次在波蘭華沙舉行會議，其中波蘭、德國、英國、義大利和瑞典等派代表參與，聯盟將會商討，提供裝甲車維修系統、為車輛提供武器和彈藥、培訓機組人員和技術人員以及制定在戰場上使用車輛的有效戰術。
俄羅斯聯邦安全局局長亞歷山大·博爾特尼科夫指責，烏克蘭和西方特工部門為莫斯科附近番紅花城市大廳恐怖襲擊中的恐怖分子提供便利，相信恐怖襲擊是由激進伊斯蘭主義者策劃，但得到西方特工部門的協助，而且烏克蘭特工部門本身亦直接參與其中，並且聲稱恐襲分子原本應該會在烏克蘭受到英雄般的凱旋歡迎，但沒有證據對此保證確定。俄羅斯國家安全委員會主席尼古拉·帕特魯舍夫在被記者問及，此次襲擊是否是基輔或是伊斯蘭國真正幕後黑手時回答，當然是烏克蘭。
白俄羅斯總統盧卡申科表示，番紅花城市大廳恐怖襲擊中的恐怖分子最初試圖逃往白俄羅斯，在襲擊發生後，白俄羅斯立即大大加強與俄羅斯邊境的安全，恐怖分子明白不可能進入白俄羅斯，才改變計劃，前往烏克蘭與俄羅斯邊境。盧卡申科的說法破壞了俄羅斯領導層，包括俄羅斯總統普京，一直所指的恐怖分子一早計劃前往烏克蘭，並且烏克蘭方面預先知悉和設有接應管道的說法。
聯合國人權事務高級專員辦事處表示，最新的調查報告顯示，在2023年12月1日至2024年2月29日期間，至少有32名烏克蘭戰俘遭到俄羅斯處決，其中部分人可能是被集體殺害，報告中曾訪問60名遭俄羅斯俘虜，其後獲釋的烏克蘭士兵，從中辦事處已經核實其中3宗俄羅斯軍人處決7名烏克蘭軍人的事件。
波蘭外交部副部長表示，北約正在考慮如果俄羅斯導彈接近邊境太近，就選擇擊落，但有關安排必須得到烏克蘭方面的批准。

## 3月27日
烏克蘭空軍表示，午夜至凌晨期間，俄羅斯從庫斯克州發射13架無人機，防空部隊分別在哈爾科夫、蘇梅和基輔州上空擊落10架無人機。哈爾科夫州州長表示，俄羅斯在過去24小時內先後多次襲擊哈爾科夫州，其中向哈爾科夫市發射巡航導彈，至少造成1名平民受傷，向伊久姆發動無人機襲擊，至少造成1名平民受傷，並分別向奧列克桑德夫卡和庫皮揚斯克發動襲擊，共至少造成2名平民受傷。另外，哈爾科夫市長表示，俄羅斯軍隊襲擊哈爾科夫一個居民區，至少造成1名平民死亡，19名平民受傷，其中包括4名兒童。此外，哈爾科夫州檢察官辦公室表示，俄羅斯於晚上9時左右襲擊博羅娃鎮，至少造成1名兒童死亡。赫爾松州州長表示，俄羅斯使用無人機襲擊米哈伊利夫卡，至少造成1名平民死亡。尼古拉耶夫市市長表示，俄羅斯軍隊下午2時30分左右使用彈道導彈襲擊當地，至少造成8名平民受傷。第聶伯羅彼得羅夫斯克州州長表示，俄羅斯軍隊襲擊尼科波爾市，至少造成1名平民死亡，1名平民受傷。赫爾松州地區官員表示，2名烏克蘭公民在赫爾松州切爾沃尼·瑪雅克被地雷爆炸死和炸傷。
烏克蘭武裝部隊總參謀部表示，自全面入侵以來，俄羅斯在烏克蘭損失439,190名士兵，過去一天俄羅斯部隊有1,030人傷亡，累計損失6,904輛坦克、13,216輛裝甲戰鬥車輛、14,539輛車輛和油箱、10,931門火砲系統、1,019套多管火箭系統、728套防空系統、347架飛機、325架直升機、8,578架無人機、2,015枚巡航導彈、26艘船隻和1艘潛艇等。烏克蘭空軍發言人表示，烏克蘭現有的SAMP/T陸基車載遠程防空反飛彈系統和愛國者防空系統，都能夠擊落俄羅斯「鋯石」高超音速巡航導彈。
俄羅斯別爾哥羅德州州長表示，一架烏克蘭無人機擊中別爾哥羅德市的一棟行政大樓。俄羅斯國防部表示，防室部隊在別爾哥羅德州上空擊落3架無人機。
烏克蘭總統辦公室表示，總統澤連斯基訪問蘇梅州，視察區域中心附近的防禦工事。
烏克蘭國家安全局表示，分別在基輔和敖德薩拘留2名烏克蘭人，涉嫌協助俄羅斯聯邦安全局，對包括基輔電視塔在內的軍事設施和通訊基礎設施進行導彈襲擊。
烏克蘭國家抵抗中心表示，俄佔頓涅茨克地區有超過1萬多戶家庭停電數星期，主要由於戰爭，大量能源工人離開俄佔地區，而且俄羅斯人無法克服敵對行動對能源基礎設施的破壞。
德國國防部專責烏克蘭事務負責人克里斯蒂安·弗羅伊丁將軍克里斯蒂安·弗羅伊丁表示，德國將在未來幾天內從軍事庫存中，向烏克蘭提供1萬發炮彈。
德國之聲報道，11名烏克蘭戰俘於2023年6月，由俄羅斯移交給匈牙利，其中2名戰俘表示，移交施加條件，禁止他們在戰爭結束前返回烏克蘭。

## 3月28日
烏克蘭空軍表示，午夜至凌晨期間，俄羅斯從俄佔克里米亞和俄羅斯庫爾斯克州發射28架無人機，另外3枚X-22巡航導彈、從黑海發射1枚X-31P反雷達導彈和1枚S-300導彈，防空部隊分別在在敖德薩、哈爾科夫、第聶伯羅彼得羅夫斯克和扎波羅熱州上空擊落26架無人機。烏克蘭頓涅茨克州州長表示，截止上午俄羅斯對克拉馬託斯克附近的賴霍羅多克發動襲擊，至少造成1名平民死亡，並且對頓涅茨克州烏克蘭斯克發動襲擊，至少造成2名平民受傷。另外，頓涅茨克州檢察官辦公室發言人表示，俄羅斯軍隊對頓涅茨克州新亞歷山德里夫卡發動襲擊，至少造成1名平民受傷。哈爾科夫州州長表示，俄羅斯軍隊襲擊哈爾科夫州庫皮揚斯克附近莫納奇尼夫卡，至少造成1名平民死亡，1名平民受傷。
烏克蘭武裝部隊總參謀部表示，自全面入侵以來，俄羅斯在烏克蘭損失439,970名士兵，過去一天俄羅斯部隊有780人傷亡，累計損失6,914輛坦克、13,237輛裝甲戰鬥車輛、14,595輛車輛和油箱、10,963門火砲系統、1,021套多管火箭系統、729套防空系統、347架飛機、325架直升機、8,600架無人機、2,015枚巡航導彈、26艘船隻和1艘潛艇等。
俄佔塞瓦斯托波爾官員表示，一架俄羅斯軍用飛機在俄佔克里米亞附近墜入海上。當地Telegram頻道表示，軍用飛機遭俄羅斯防空系統擊落。
烏克蘭總統澤連斯基表示，與美國眾議院議長約翰遜舉行電話會議，澤連斯基親自感謝約翰遜、美國共和、民主兩黨、美國人民和總統拜登，自俄羅斯入侵開始以來對烏克蘭的大力支援，並向約翰遜介紹戰場上的局勢，希望國會迅速批准對烏克蘭的援助。另外，澤連斯基接受哥倫比亞廣播公司採訪時表示，烏克蘭需要盟友的更多幫助，以應對俄羅斯的預期重大進攻，該攻勢可能將於5月底或6月進行。此外，澤連斯基在採訪中表示，只需要解放俄佔烏克蘭領土，就可能會促使俄羅斯總統普京進行談判，一旦俄羅斯軍隊從有關領土撤退，普京在國內的支援將受到動搖，烏克蘭將不必「完全透過軍事手段」解放自2014年以來被佔領的所有領土，並重申在完全撤軍之前，不可能與俄羅斯談判。
烏克蘭打擊虛假資訊中心駁斥，26日俄羅斯獨立媒體Meduza關於俄羅斯準備對哈爾科夫，並發動新攻勢的報道，有關報道聲稱援引與克里姆林宮關係密切的匿名訊息來源，表示俄羅斯總統普京正在考慮佔領哈爾科夫，並在此後「逐步結束」戰爭，有關報道表示訊息未有透露是否已經做出決定，中心指出莫斯科目前「沒有資源」進行此類行動，因此並不真實。
非牟利智庫「戰爭研究所」表示，自2023年10月俄羅斯最新一輪進攻行動開始以來，部隊已經佔領總面積為505平方公里的烏克蘭領土，雖然美國安全援助持續拖延的情況下，俄羅斯推進速度只有輕微增長，但不反映出俄羅斯行動的真實威脅，俄軍將持續利用烏克蘭脆弱面。
烏克蘭國家社會服務局表示，俄羅斯全面入侵烏克蘭已經導致近1,800名烏克蘭兒童成為孤兒。
北約-烏克蘭理事會應烏克蘭的要求舉行特別會議，討論俄羅斯早前對關鍵基礎設施的導彈襲擊，包括第聶伯河水壩，烏克蘭國防部長烏梅羅夫向盟友，簡要介紹俄羅斯襲擊的後果和烏克蘭採取的應對措施。
德國政府表示，已經向烏克蘭交付新一批國防援助物資，其中包括裝甲車、豹式坦克彈藥、1萬8千發軍事庫存的155毫米炮彈和無人機等。
瑞典國防部長表示，瑞典政府正在審議向烏克蘭供應獅鷲獸戰鬥機的可能性，不排除有關可能性。
烏克蘭公共組織Projektor表示，2023年3月至9月期間，採訪107名LGBTQ+的俄佔地區居民，俄羅斯當局曾經強迫男性在檢查站脫衣服、搜尋「彩虹」紋身以及檢查手機以獲取同性戀約會應用程式，有關行為可能構成戰爭罪或危害人類罪。在俄羅斯禁止公開表達LGBT身份，而烏克蘭則沒有法律針對有關社群。

## 3月29日
烏克蘭空軍表示，俄羅斯於午夜至凌晨期間，發動針對能源基礎設施的大規模空襲。俄軍發射60架無人機、6枚9K720伊斯坎德爾彈道導彈、21枚Kh-101/Kh-555巡弋飛彈、3枚匕首高超音速彈道導彈和9枚Kh-59制導巡航導彈，防空部隊擊落58架無人機、17枚Kh-101/Kh-555巡航導彈和4枚Kh-59制導巡航導彈。乌克兰总理丹尼斯·什米加尔表示第聂伯罗彼得罗夫斯克、文尼察、伊万诺-弗兰科夫斯克、利沃夫、切尔卡瑟和切尔诺夫策地区的能源基础设施遭到破坏。烏克蘭三座发电厂受损，並且有地區停電。烏克蘭第聶伯羅彼得羅夫斯克州州長表示，俄羅斯凌晨對第聶伯羅彼得羅夫斯克州聶伯羅捷爾任斯克發動襲擊，破壞關鍵基礎設施，至少造成6名平民受傷。敖德薩州政府表示，防空部隊擊落2枚俄羅斯軍隊發射的制導導彈，至少造成5名平民受傷，其中包括3名兒童。
烏克蘭武裝部隊總參謀部表示，自全面入侵以來，俄羅斯在烏克蘭損失440,790名士兵，過去一天俄羅斯部隊有820人傷亡，累計損失6,922輛坦克、13,264輛裝甲戰鬥車輛、14,645輛車輛和油箱、10,991門火砲系統、1,023套多管火箭系統、735套防空系統、347架飛機、325架直升機、8,656架無人機、2,015枚巡航導彈、26艘船隻和1艘潛艇等。烏克蘭武裝部隊總司令瑟爾斯基表示，經過最新審查後，預計將有足夠的人進行防衛，因此需要動員的人數已從最初提議的50萬人「大幅減少」。另外，瑟爾斯基表示，不排除普京下令對哈爾科夫市發動地面進攻，但俄羅斯軍隊奪取哈爾科夫市的任何企圖，對莫斯科軍隊來說都是致命的。烏克蘭海軍發言人表示，28日俄羅斯軍隊在俄佔克里米亞上空擊落從俄佔克里米亞貝爾貝克空軍基地起飛俄軍Su-27戰鬥機。
俄羅斯別爾哥羅德州州長格拉德科夫聲稱，烏軍於凌晨期間炮擊該州，導致別爾哥羅德市有17棟建築物和12輛汽車在襲擊中受損。無人機的襲擊造成別爾哥羅德市1人死亡，1人受傷。
烏克蘭總統澤連斯基表示，俄羅斯軍隊針對烏克蘭能源設施發動大規模襲擊，其中包括切爾卡瑟州的卡尼夫水力發電廠和切爾尼夫齊州的德尼斯特水力發電廠，形容俄羅斯軍隊故意襲擊有關設施，旨在製造另一場卡霍夫卡水壩災難。另外，總統澤倫斯基連續第二日宣布政府人事變動，解除馬爾科·舍甫琴科，駐摩爾多瓦大使職務，任命前國家安全和國防委員會秘書阿列克西·丹尼洛夫接任，解除安德烈·斯米爾諾夫和奧列克西·第聶伯羅夫，總統辦公室副主任職務，任命司法部副部長伊琳娜·穆德拉和奧琳娜·科瓦爾斯卡接任。此外，澤連斯基在接受美國《華盛頓郵報》採訪時表示，不同意有報道指出美國有官員要求烏克蘭停止襲擊俄羅斯煉油廠，以減少對俄羅斯的挑釁，強調烏克蘭有權使用自己的武器進行自衛。
俄羅斯外交部長拉夫羅夫駁斥烏克蘭的和平計劃，聲稱要求莫斯科從現時佔領的地區撤軍是毫無意義，無論如俄羅斯都準備進行討論，但不是基於澤倫斯基的和平方案。
烏克蘭戰俘待遇協調總部表示，在烏克蘭國家安全局、內政部、國家緊急服務局和武裝部隊以及國際紅十字會的協助下，烏克蘭成功帶回121名在與俄羅斯作戰中陣亡的烏克蘭士兵屍體。同時烏克蘭將29具俄羅斯士兵遺體移交給俄方。
烏克蘭國家安全局表示，4名居住在俄佔地區的烏克蘭公民，涉嫌在俄羅斯武裝部隊服役，並在烏克蘭東部和南部與烏克蘭交戰時遭到烏克蘭俘虜後，烏克蘭法院判處以叛國罪判處監禁15年。
俄羅斯獨立媒體Mediazona與BBC新聞俄語根據公共來源，包括訃告、親屬、地區媒體和地方當局的報道，證實自2022年2月俄羅斯全面入侵烏克蘭以來，喪生的49,281名俄羅斯士兵名字，並明確表示，實際數字可能更高。
乌克兰內政部公布，将摩爾多瓦親俄分離地區德涅斯特河沿岸外交事務首席代表維塔利·伊格納季耶夫列入通缉名单，伊格納季耶夫在烏克蘭出生，擁有烏克蘭和俄羅斯公民身份。烏克蘭國家安全局曾在2024年1月傳喚伊格納季耶夫接受審訊，涉嫌公開呼籲改變烏克蘭國家邊界或其領土和與侵略國家和佔領當局合作開展資訊活動。
俄罗斯专家首次公开展示“风暴之影”巡航导弹的内部结构，俄新社记者拍摄了弹体拆卸过程。视频记录了部分断裂的机翼、展开的单元、弹头的设计、主装药。还展示了涡轮喷气发动机、低压压缩机叶片、火箭及其机身的组装材料，包括机翼的复合材料、设备的各种小元件、名称、连接和紧固件的性质。

## 3月30日
烏克蘭空軍表示，午夜至凌晨期間，俄羅斯從俄佔克里米亞發射12架無人機和4枚S-300導彈，防空部隊分別在在赫爾松、敖德薩、第聶伯羅彼得羅夫斯克和波爾塔瓦州上空擊落9架無人機。赫爾松州州長表示，俄羅斯軍隊對赫爾松市發動襲擊，至少造成1名平民死亡，1名平民受傷。哈爾科夫州州長表示，俄羅斯軍隊對庫皮揚斯克市和波科蒂利夫卡發動襲擊，共至少造成2名平民受傷。頓涅茨克州州長表示，俄羅斯對克拉斯諾霍裡夫卡發動炮擊，至少造成2名平民死亡，1名平民受傷。另外，頓涅茨克州地區檢察官辦公室表示，俄羅斯軍隊炮擊頓涅茨克州庫拉霍夫市和康斯坦丁尼夫卡市，共至少造成4名平民受傷。哈爾科夫市長表示，俄羅斯晚間向哈爾科夫居民區發射1枚制導射彈，至少造成1名平民受傷。
烏克蘭武裝部隊總參謀部表示，自全面入侵以來，俄羅斯在烏克蘭損失441,520名士兵，過去一天俄羅斯部隊有730人傷亡，累計損失6,951輛坦克、13,284輛裝甲戰鬥車輛、14,645輛車輛和油箱、11,006門火砲系統、1,023套多管火箭系統、736套防空系統、347架飛機、325架直升機、8,701架無人機、2,015枚巡航導彈、26艘船隻和1艘潛艇等。烏克蘭海軍發言人表示，在烏克蘭多次成功襲擊黑海艦隊後，俄羅斯軍方從俄佔克里米亞港口撤出幾乎所有主要船隻。
烏克蘭總統澤連斯基連續第三日宣佈政府人事變動，解除謝爾希·謝菲爾的總統秘書職務，阿廖娜·韋爾比茨卡的士兵權利專員職務，納塔利婭·普什卡利奧娃的志願者專員職務以及烏克蘭國會議員米哈伊洛·拉杜茨基、總統辦公室前副主任謝爾希·特羅菲莫夫和經濟學家奧萊·烏斯堅科的總統顧問職務。
烏克蘭中部能源公司在官網發佈聲明，位於哈爾科夫的烏克蘭東部最大發電廠茲米耶夫火力發電廠，在22日俄軍的導彈襲擊中被摧毀，所有發電廠設備受損，大部分已無法使用，目前亦無法評估設備受損程度、修復所需時間和資金。烏克蘭能源部長在檢查發電廠受損情況時表示，將動員一切資源幫助發電廠恢復運行。
烏克蘭基輔州州長表示，作為鞏固該地區防禦的一部分，已經安裝近1萬個「龍牙」的混凝土金字塔和反坦克溝渠。
法國國防部長表示，將向烏克蘭提供新一批軍事援助，包括阿爾斯30導彈和數百輛裝甲車。
世界首富馬斯克在社交平台上表示，隨著全面戰爭的繼續，俄羅斯獲得的領土就越多，如果戰爭持續足夠長的時間，俄羅斯將能夠在烏克蘭獲得更多領土，可能包括南部城市敖德薩，俄羅斯「沒有機會」完全征服烏克蘭，但「肯定會獲得更多土地」，批評烏克蘭的夏季反攻，是「悲慘的生命浪費」，再次呼籲烏克蘭與俄羅斯談判。
俄羅斯別爾哥羅德州長表示，在烏克蘭持續數週的致命轟炸下，已經有5千名兒童從與烏克蘭接壤的地區撤離。
乌克兰军队在阿夫迪伊夫卡附近击退了俄罗斯的進攻。

## 3月31日
烏克蘭空軍表示，午夜至凌晨期間，俄羅斯針對烏克蘭南部地區從俄羅斯薩拉託夫州發射11架無人機和從俄佔克里米亞和俄佔扎波羅熱發射14枚巡航導彈、1枚9K720伊斯坎德爾飛彈和1枚X-59制導導彈，防空部隊擊落9架無人機，9枚Х-101和Х-555巡航導彈。利沃夫州州長表示，俄羅斯試圖打擊利沃夫州的關鍵基礎設施，一棟行政大樓被毁，至少造成2名平民死亡。哈爾科夫州地方政府表示，俄羅斯對茲米伊夫發動導彈襲擊，至少造成5名平民受傷。赫爾松州檢察官辦公室表示，俄羅斯對伯斯萊夫發動導彈襲擊，至少造成2名平民受傷。頓涅茨克州檢察官辦公室表示，俄羅斯對克拉斯諾霍里夫卡、庫拉霍沃和新謝利迪夫卡發動炮擊，至少造成5名平民受傷，其中包括1名青少年。
烏克蘭武裝部隊總參謀部表示，自全面入侵以來，俄羅斯在烏克蘭損失442,170名士兵，過去一天俄羅斯部隊有650人傷亡，累計損失6,966輛坦克、13,304輛裝甲戰鬥車輛、14,717輛車輛和油箱、11,050門火砲系統、1,023套多管火箭系統、743套防空系統、347架飛機、325架直升機、8,731架無人機、2,015枚巡航導彈、26艘船隻和1艘潛艇等。
俄羅斯國防部聲稱，於雅羅斯拉夫州擊落3架無人機，並於別爾哥羅德州擊落10枚RM-70吸血鬼火箭。別爾哥羅德州州長表示，烏克蘭的襲擊損壞18所房屋以及電力和供水線路，至少造成1人受傷。
俄羅斯國防部表示，俄羅斯總統普京簽署法令，徵召15萬名公民，作為定期舉行的春季徵兵運動一部分，根據法律，作為常規徵兵活動的一部分，動員的應徵兵不允許被派往國外作戰，包括烏克蘭，但不包括駐守俄佔地區。
烏克蘭總統澤連斯基發表講話慶祝公曆復活節，祝賀烏克蘭人和所有基督徒慶祝復活節，並表示，節目提醒烏克蘭人精神的力量，不會讓黑暗獲勝，不會讓意志蒙上陰影，願所有保護免受邪惡的祈禱都能被聽到。烏克蘭的天主教、新教和希臘東正教基督徒根據公曆慶祝復活節，而烏克蘭的東正教基督徒現時仍遵循儒略曆。另外，總統澤連斯基率領多名官員到訪烏克蘭基輔州布查，並在布查捍衛者紀念碑前出席紀念布查解放兩週年儀式。
英國國防部表示，俄羅斯在新羅西斯克港加強佈防，在黑海艦隊設施入口處安放4艘駁船，以防止港口受到烏軍無人艇襲擊。
烏克蘭國防部情報總局局長布達諾夫回應早前烏克蘭武裝部隊第117旅於30日聲稱，俄羅斯軍隊首次使用1.5噸UPAB-1500B滑翔炸彈襲擊蘇梅州大皮薩里夫卡，指出俄軍已經不是第一次使用有關彈藥襲擊烏克蘭領土。另外，布達諾夫警告，俄羅斯在俄佔地區修建連接頓河畔羅斯託夫和俄佔克里米亞的鐵路，可能會給基輔帶來嚴重問題。此外，布達諾夫預計，由於俄羅斯軍隊近期的大規模襲擊中，使用大量Kh-101導彈，令庫存減少，未來將改為使用口徑巡航導彈襲擊烏克蘭。
俄羅斯外交部表示，3月22日發生在莫斯科市郊番紅花城市大廳襲擊並不是近年來針對俄羅斯的第一宗恐怖襲擊事件，根據俄羅斯的調查表明，所有恐怖襲擊事件的犯罪蹤跡都指向烏克蘭，俄方根據相關國際公約，要求烏克蘭立即採取措施，逮捕並引渡包括烏克蘭國家安全局局長馬柳克在內，所有參與這些恐襲的人士。烏克蘭國家安全局隨即駁斥俄方要求，認為俄羅斯本身是恐怖主義國家，因此來自俄羅斯的要求都是毫無意義，烏克蘭國家安全局又說，俄羅斯外交部忘記國際刑事法庭對總統普京發出的逮捕令。
教宗方濟各在聖伯多祿廣場主持復活節彌撒，並發表「致全城與全球」文告，呼籲尊重國際法原則，並希望俄羅斯與烏克蘭展開「全面換俘」。